# Imperio austrohúngaro
El Imperio austrohúngaro o Austria-Hungría (en sus idiomas oficiales, Monarquía austrohúngara; en alemán: Österreichisch-Ungarische Monarchie; en húngaro: Osztrák-Magyar Monarchia; o sencillamente la Doble Monarquía) fue un Estado europeo creado en 1867 tras la derrota del Imperio austríaco en la guerra austro-prusiana, que llevó al llamado Compromiso austrohúngaro. Este acuerdo equiparó el estatus del Reino de Hungría con el del Imperio austríaco, creando así una alianza militar y diplomática entre los dos Estados soberanos bajo el mismo monarca, de la Casa de Habsburgo-Lorena, quien recibió los dos títulos de Emperador de Austria y Rey de Hungría. Francisco José I gobernó entre 1867 y 1916, seguido de su sobrino nieto Carlos I de Austria hasta 1918. El nombre oficial completo del Estado se traduce como: «Los Reinos y Territorios representados en el Consejo Imperial y los Territorios de la Santa Corona Húngara de San Esteban».Austria-Hungría constituyó la última fase en la evolución constitucional de la monarquía de los Habsburgo, y fue disuelta poco después de que Hungría puso fin a la unión con Austria el 31 de octubre de 1918.
El soberano gobernaba como emperador de Austria sobre el oeste y el norte, la llamada Cisleitania, y como rey de Hungría sobre la Transleitania. Aunque suele describirse en la actualidad como un solo Estado, cada uno de estos territorios fue administrado independientemente, con sus propios parlamentos, gobiernos y tribunales, e incluso no existió una ciudadanía común ni bandera nacional. Además, incluía el territorio de Bosnia y Herzegovina, ocupado por Austria desde 1878, que se incorporó a la monarquía como condominio en 1908 tras largas negociaciones. Con excepción de este territorio, el Imperio de Austria y el Reino de Hungría eran países soberanos separados en la ley internacional. Fue principalmente en temas de defensa nacional y relaciones exteriores (incluido el comercio marítimo), que Austria-Hungría actuó como una entidad unificada. Por ende, aunque en algunos idiomas, entre ellos el español, es común el uso del término imperio para describir a la entidad geopolítica, no es así en sus idiomas oficiales, y de hecho, solo la parte de Cisleitania veía en el monarca la figura del emperador (siendo de hecho el mismo Imperio austríaco), de ahí el nombre de Doble Monarquía. 
En 1914, en vísperas de la Primera Guerra Mundial que lo llevaría a su disolución, el Imperio tenía una extensión de 675 936 km² y una población de 52 800 000 habitantes, siendo considerado una de las grandes potencias europeas y mundiales, destacando especialmente por su prestigio cultural, artístico e intelectual. Austria-Hungría llegó a tener la cuarta industria más grande de fabricación de máquinas en el mundo.
Austria-Hungría fue una de las Potencias Centrales en la Primera Guerra Mundial, que de hecho empezó con una declaración de guerra austrohúngara contra el Reino de Serbia el 28 de julio de 1914, tras el asesinato del heredero de la corona austrohúngara, el archiduque Francisco Fernando de Austria. Tras la derrota en la Primera Guerra Mundial, surgieron diversos movimientos nacionales que promovieron la disolución del Imperio y la formación de Estados nación que acogieran a los diversos grupos étnicos existentes en la región. Austria-Hungría ya estaba disuelta efectivamente para el momento en que las autoridades militares firmaron el armisticio de Villa Giusti (o armisticio de Padua) el 3 de noviembre de 1918, disolución que se estableció de manera definitiva con el Tratado de Saint-Germain-en-Laye. Su disolución dio origen a los estados de Austria alemana (que abolió la nobleza y expulsó del país al monarca y a otros Habsburgo que no quisieron considerarse ciudadanos de la república), el Reino de Hungría, Checoslovaquia, el Estado libre de Fiume y el Estado de los Eslovenos, Croatas y Serbios, mientras algunas regiones fueron anexadas por los países vecinos. El Reino de Hungría y la Primera República de Austria fueron tratados como sus sucesores de jure, mientras que la independencia de la Primera República checoslovaca, la Segunda República polaca, y el Estado de los Eslovenos, Croatas y Serbios (Yugoslavia), respectivamente, así como la mayoría de demandas territoriales del Reino de Rumania y el Reino de Italia, fueron reconocidas a su vez por parte de las potencias victoriosas en 1920, en el Tratado de Trianón. 
El Imperio austrohúngaro se extendía por territorios pertenecientes a 13 actuales países europeos, incluyendo la totalidad de Austria, Hungría, República Checa (excepto la región de Hlučín), Eslovaquia, Eslovenia, Croacia y Bosnia y Herzegovina, las regiones de Voivodina y el Banato Occidental en Serbia, las Bocas de Kotor en Montenegro, Trentino-Alto Adigio y Trieste en Italia, Transilvania, el Banato Oriental y Bucovina en Rumania, la Galitzia occidental y Silesia en Polonia, y la Galitzia oriental y la Rutenia Transcarpática en Ucrania.

## Nombre y terminología
El nombre oficial del Estado era la Monarquía austrohúngara, si bien en asuntos de relaciones internacionales se utilizaba Austria-Hungría (en alemán: Österreich-Ungarn; en húngaro: Ausztria-Magyarország). La monarquía dual fue conocida (tanto doméstica como internacionalmente) por las siglas k. u. k. (literalmente, «imperial y real», abreviatura del alemán Kaiserlich und königlich). Su nombre completo con este tratamiento era la Monarquía imperial y real de Austria-Hungría. Otros nombres que se han usado esporádicamente incluyen «la Monarquía Danubia» (en alemán: Donaumonarchie; en húngaro: Dunai Monarchia), la Monarquía Doble (en alemán: Doppel-Monarchie; en húngaro: Dual-Monarchia) y, ya mucho menos común, la Doble Águila (en alemán: Der Doppel-Adler; en húngaro: Kétsas).
El nombre completo del Estado utilizado en la administración interna era Los Reinos y Tierras Representados en el Consejo Imperial y las Tierras de la Santa Corona Húngara de San Esteban, correspondiendo la primea parte a Cisleitania (el Estado austríaco, incluyendo los demás territorios representados en el Consejo Imperial) y la segunda a Transleitania, correspondiendo a las tierras de la corona húngara. Aparte de las siglas K. u. k. se usaron otras siglas correspondientes a cualquiera de estas partes
- K. k. (kaiserlich-königlich, Imperial-real), término usado para el territorio de Cisleitania (aunque raramente a nivel institucional); «real» en este caso hacía referencia a la Corona de Bohemia y no a a húngara como en el caso de k. u. k..
- K. u. (königlich-ungarisch) o M. k. (Magyar királyi) (lit. Húngaro real), término usado para Transleitania. En el Reino de Croacia-Eslavonia, las instituciones autónomas usaban k. (kraljevski) para «real», dado que de acuerdo con el Acuerdo croato-húngaro, el único idioma oficial en Croacia y Eslavonia era el croata, lo mismo que las instituciones.

## Historia

### Antecedentes del Compromiso

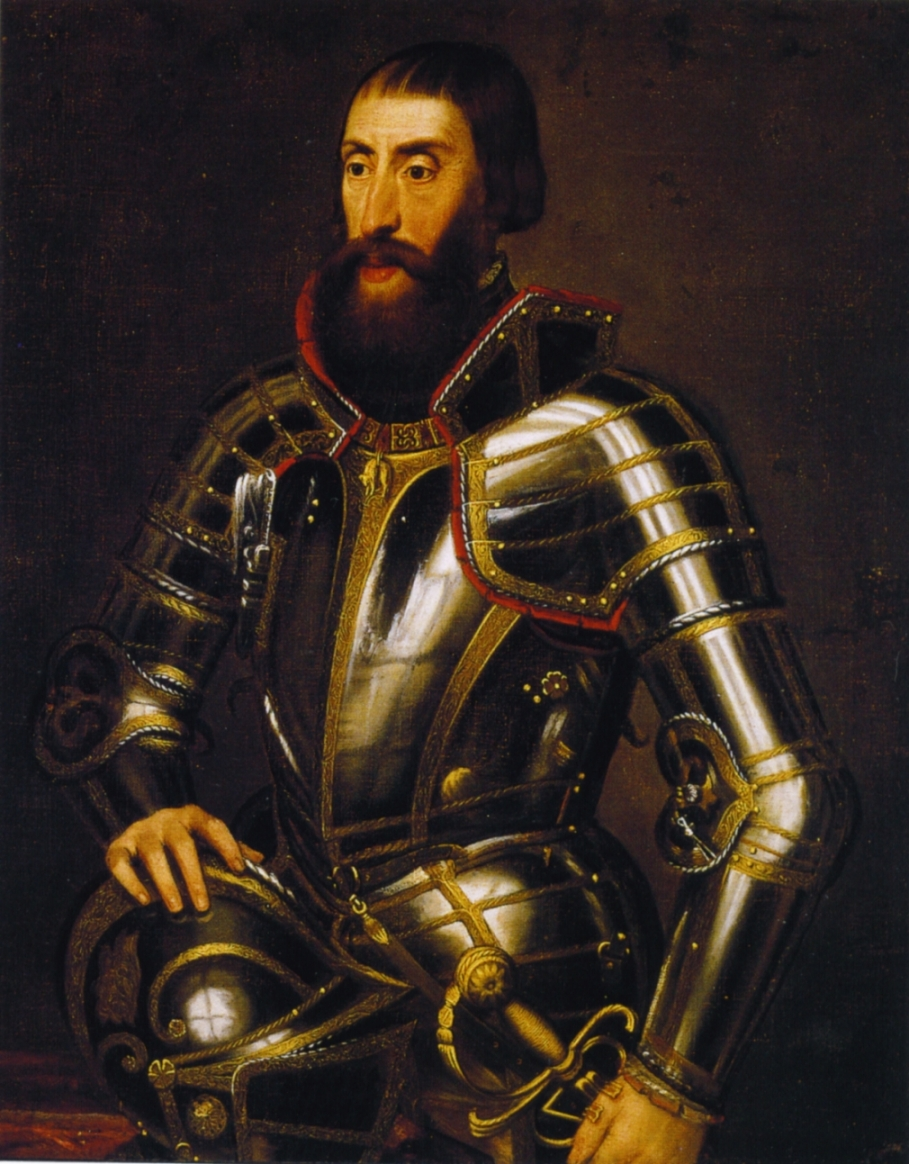
Fernando I consiguió el reino de Hungría para la dinastía Habsburgo.

El reino de Hungría, creado en torno al año 1000, se convirtió durante la Edad Media en uno de los principales reinos europeos. Sin embargo, situado en la frontera de la cristiandad, sufrió frecuentes ataques de los turcos otomanos a lo largo de los siglos XIV y XV, que debilitaron su estructura social y económica. En 1526, el rey Luis II de Hungría fue derrotado y muerto en la batalla de Mohács librada contra las tropas invasoras del Imperio otomano. 
Al quedar el trono vacante se sucedieron una serie de disputas entre los príncipes vecinos para ocuparlo. En un primer momento fue coronado el voivoda húngaro, Juan I de Zápolya de Transilvania, llamado «El último rey húngaro de los húngaros» (en magiar: A magyarok utolsó magyar királya). 
Fernando de Habsburgo, hermano del emperador Carlos V, reclamó a su vez la corona de san Esteban, con base en los derechos de su esposa, Ana Jagellón de Hungría y Bohemia, hermana del fallecido Luis II. Una dieta rival lo reconoció como rey, lo cual desencadenó una guerra civil que fue aprovechada por los turcos para invadir el país.
Hungría quedó divida en tres estados: el Reino de Hungría, gobernado por los miembros de la dinastía de los Habsburgo, el Vilayato de Buda ocupado por los turcos en 1541, y el Principado húngaro de Transilvania, que se convirtió en vasallo del Imperio otomano desde 1570.
Dicha separación del reino de Hungría se mantuvo a lo largo de casi siglo y medio de constantes batallas entre germanos, húngaros y turcos. En el Principado de Transilvania se protegió y se cultivó la cultura húngara, mientras que en los territorios húngaros ocupados por los turcos apenas existían pobladores. La mayoría había emigrado buscando un sitio más apropiado para el cultivo y para vivir, que no estuviese bajo influencia otomana. Los territorios húngaros bajo dominio de los Habsburgo continuaron poblados y manteniendo su cultura, aunque con el tiempo fueron adoptando ciertos rasgos germánicos. Esta división también definió la confesión religiosa de los pobladores de dichas zonas. Los húngaros de Transilvania eran en su gran mayoría protestantes; los de los territorios turcos, católicos y protestantes debido a que no adoptaron la religión musulmana; y los de los territorios bajo control germánico eran fervientemente católicos. 
Tanta pugna religiosa resultó un arma perfecta para los príncipes húngaros de Transilvania, como Esteban Bocskai y Gabriel Bethlen, quienes buscaban reunificar el reino, conduciendo así varias guerras de independencia contra los emperadores germánicos. Sin embargo, todos sus intentos resultaron en fracasos y después de la tentativa de los turcos en 1683 de invadir Viena, la Liga Santa se dispuso a expulsar definitivamente a los otomanos de los territorios húngaros.
De esta manera, en 1686 el emperador germánico y rey húngaro Leopoldo I de Habsburgo, junto a su comandante el príncipe Eugenio de Saboya, reconquistaron la ciudad de Buda. Después de esta victoria continuaron presionando a los ejércitos turcos fuera del reino, hasta que finalmente lo lograron en 1691. A partir de ese momento todo el territorio húngaro, incluyendo Transilvania, quedó bajo control del Sacro Imperio Romano Germánico, lo cual generó una serie de guerras de carácter independentista en dichos territorios.
El príncipe húngaro Emérico Thököly condujo una revuelta a gran escala en contra del emperador germánico y rey húngaro Leopoldo I, la cual fue sofocada alrededor de 1690, obligándolo a emigrar a territorio otomano, donde falleció en 1705. Posteriormente su hijastro, Francisco II Rákóczi también príncipe húngaro de Transilvania, condujo una guerra entre 1703 y 1711 que se vería sofocada por Leopoldo I, y tras la muerte de este en 1705, por su hijo José I de Habsburgo.
Tras la guerra austro-turca (1716-1718), el Tratado de Passarowitz determinó que todos los antiguos territorios del reino húngaro en poder de los otomanos pasaran a los Habsburgo. Tras los intentos independentistas del siglo XVII, Hungría se mantuvo sin conflictos durante más de un siglo, permaneciendo como parte del nuevo Imperio austríaco que surgió tras la caída del Sacro Imperio Romano Germánico en 1806.

### Revoluciones de 1848
Hungría se alzó nuevamente durante la revolución en los Estados alemanes en 1848, surgiendo la llamada Revolución húngara de 1848, en la cual se enalteció el nacionalismo y la independencia de los Estados europeos y el rechazo al poder austríaco de los Habsburgo, parte de un conjunto de revoluciones contra los Estados en poder de esta casa. De esta forma, el 15 de marzo de 1848 las calles de Buda se llenaron de gente, poetas e intelectuales, políticos y militares que protestaban contra el emperador austríaco Francisco José I de Austria. Las revueltas húngaras fueron sofocadas gracias a la intervención del zar ruso Nicolás I, quien acudió en ayuda del emperador austríaco, poniendo nuevamente a la nación húngara bajo el dominio Habsburgo. El fracaso de la revolución desencadenó una serie de ejecuciones de generales y dignatarios húngaros que se habían sublevado contra los austríacos, y el nivel de autonomía del que había gozado el Estado húngaro se vio reemplazado por un gobierno absolutista desde Viena. Esto aumentó el resentimiento contra el dominio de los Habsburgo.

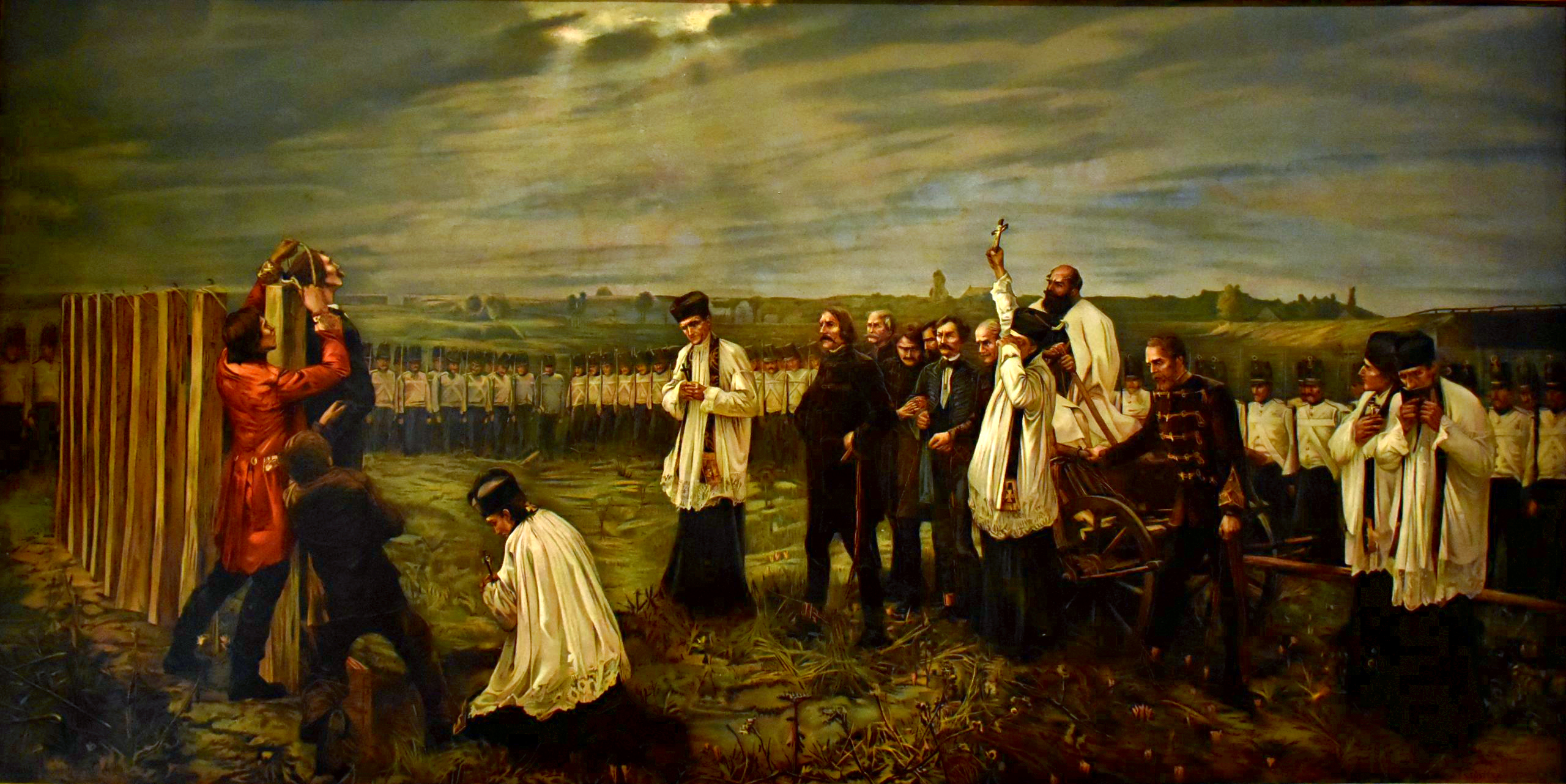
Ejecución de los mártires de Arad.

### El compromiso
En la década de 1860, el Imperio austríaco se enfrentó a dos serias derrotas: una en la segunda guerra de Independencia italiana, que puso fin a su dominio sobre una amplia porción del norte de Italia (Lombardía y Véneto, Módena y Reggio, Toscana, y Parma y Plasencia), y otra en la guerra austro-prusiana de 1866, en la cual el Imperio fue derrotado junto a Baviera por Prusia, lo que llevó a la disolución de la Confederación Germánica (de la cual el emperador Habsburgo era el presidente hereditario) y a la exclusión de Austria de los asuntos germanos.

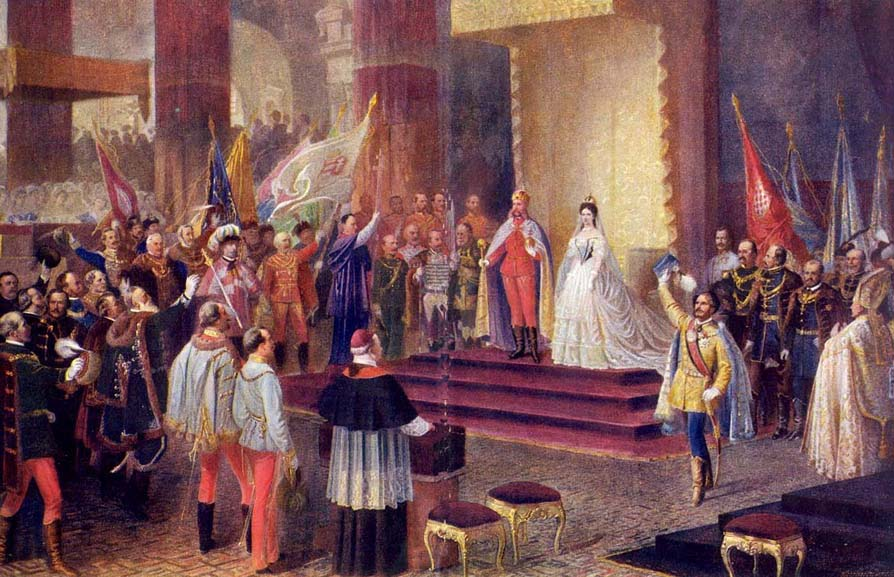
Coronación de Francisco José e Isabel como Reyes de Hungría.

Tras la derrota en guerra austro-prusiana, Austria perdió pues la posibilidad de convertirse en el eje que articulase la unificación alemana, ocupando Prusia dicho papel central. Fue un momento de debilidad idóneo para las aspiraciones autonomistas húngaras y los dignatarios del reino lo aprovecharon enviando una comitiva encabezada por Francisco Deák, la cual le exigiría a Francisco José el establecimiento de un parlamento en Hungría, junto a mayor libertad y un marco de autonomía. Consciente de la necesidad de ceder ante Hungría para poder retener su estatus de gran potencia, el gobierno central en Viena accedió a estas negociaciones. 
El 20 de marzo de 1867, el recién restablecido parlamento húngaro en Pest empezó a negociar las nuevas leyes a ser aceptadas el 30 de marzo. Sin embargo, los líderes húngaros recibieron noticias de que era necesaria la coronación formal del emperador como Rey de Hungría el 8 de junio para que las leyes pudieran ejercerse dentro de las tierras de la Santa Corona de Hungría.Ante la amenaza de una nueva sublevación húngara, el emperador austríaco firmó el 28 de julio el tratado conocido como el Compromiso, del cual surgiría la monarquía dual austrohúngara. Fue también el asentamiento definitivo de la política de los Habsburgo, que ya desde el siglo XVIII tendía a prestar más atención e importancia a sus dominios directos, que se extendían por Hungría, Bohemia, Moravia y otras regiones del Este de Europa en lugar de los distintos estados alemanes.
El acuerdo era en la práctica un pacto entre los nacionalistas magiares y la corona, aceptado por conveniencia por los alemanes y, en menor medida, por polacos y croatas. Los magiares obtuvieron el poder de influir en la política de la otra mitad del país y la ejercieron evitando, por ejemplo, una reforma federal.

### La Monarquía Dual

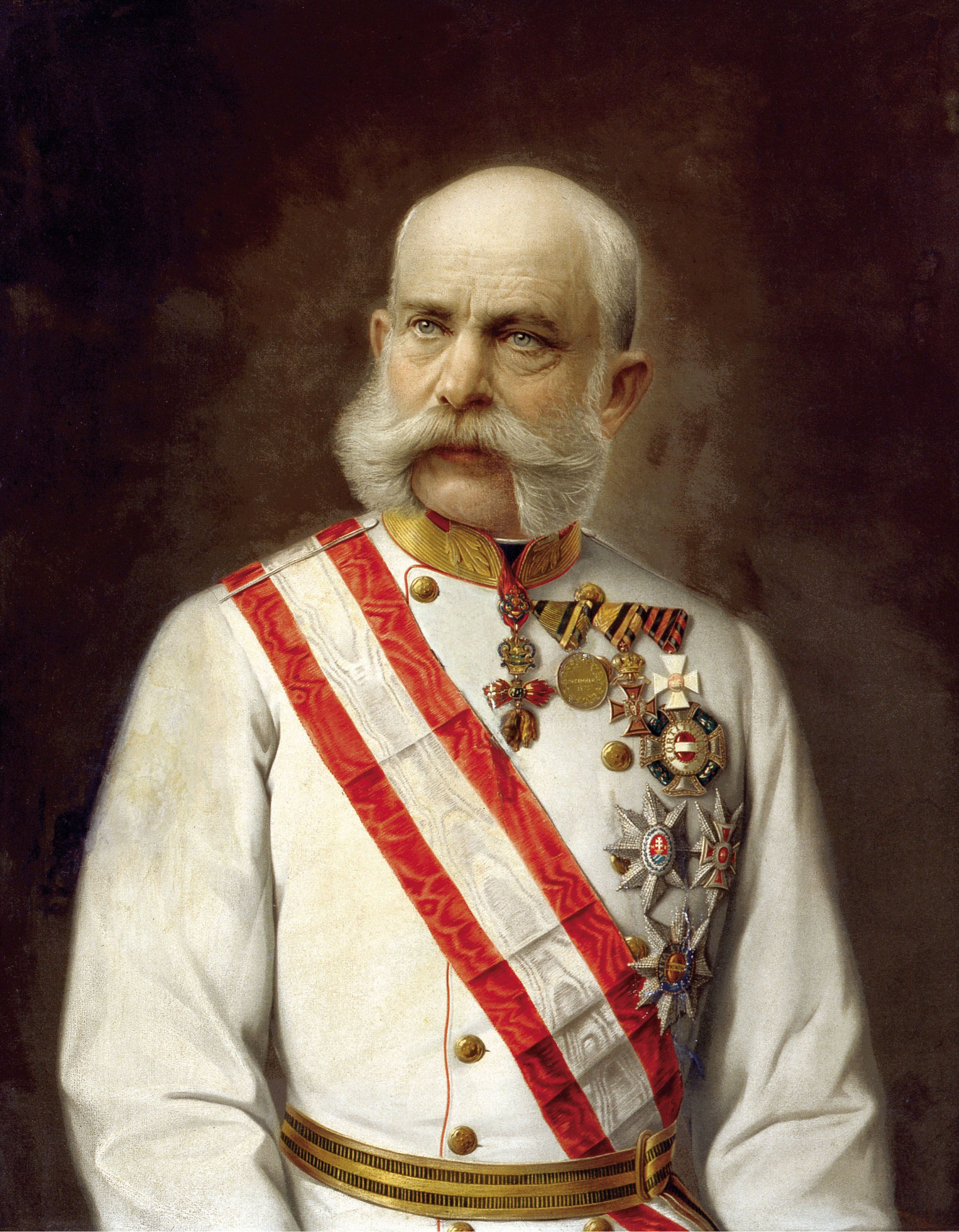
El emperador Francisco José I; durante su reinado se formó la monarquía dual.

La guerra austro-prusiana había llegado a su fin con la Paz de Praga (1866), resolviendo la «cuestión alemana» a favor de una solución de Pequeña Alemania. El conde Friedrich Ferdinand von Beust, ministro de Asuntos Exteriores entre 1866 y 1871, odiaba al canciller prusiano, Otto von Bismarck, que le había superado en repetidas ocasiones. Beust esperaba que Francia vengara la derrota austriaca e intentó negociar con el emperador Napoleón III de Francia e Italia una alianza antiprusiana, pero no se llegó a ningún acuerdo. La decisiva victoria de los ejércitos prusianos en la guerra franco-prusiana en 1871, y la subsecuente fundación del Imperio alemán acabaron con cualquier esperanza de restablecer la influencia austriaca en Alemania, y Beust se retiró.
La situación interna se consolidó a partir de 1868, cuando los centralistas hegemonizaron el poder. Hasta 1879, el consejo austriaco estuvo en manos de los hermanos Adolf y Karl Auersperg, quienes encararon una reforma financiera. Luego el conde Taaffe, aristócrata conservador, reemplazó a Adolf Auersperg. Su gestión se caracterizó por las medidas en favor de la iglesia y de los eslavos, como el reconocimiento del bilingüismo en Bohemia, Moravia, Eslovenia y Silesia y la creación de una universidad checa en Praga.
Tomaron forma organizaciones políticas, que se constituyeron en partidos. Hizo su aparición el Partido Social Cristiano de Austria, de Karl Lueger. De marcado antisemitismo, obtuvo el apoyo de la pequeña burguesía urbana. Paralelamente, se creó el Partido Nacional Alemán, dirigido por Georg Schönerer, violento en sus métodos y que reclamaba la unión con Alemania. En 1869, nació el Partido Socialdemócrata, dirigido por Víctor Adler y Otto Bauer. En Austria se aprobó el sufragio universal, aunque la situación interna evolucionó poco. Solo los socialdemócratas mostraron progresos como fuerza, al llegar a 87 diputados.
Croacia obtuvo la autonomía en 1868, pero, tras la promulgación de la ley de nacionalidades ese mismo año, bajo los gobiernos de Kálman Tisza (1875-1890) e István Tisza (1903-1917), se desarrolló una política prohúngara que fue resistida por los croatas y eslavos del sur.
En asuntos exteriores, derrotado en Italia y Alemania, el imperio (ahora como Monarquía Dual) decidió comenzar a intervenir asiduamente en los Balcanes, convulsionados en ese momento por movimientos nacionalistas que cobraban fuerza y exigían la independencia. Tanto Rusia como Austria-Hungría veían una oportunidad de expandirse en esta región. Rusia asumió el papel de protectora de los eslavos y los cristianos ortodoxos. Austria, por su parte, imaginaba un imperio multiétnico y religiosamente diverso bajo el control de Viena. El conde Gyula Andrássy, un húngaro y ministro de Asuntos Exteriores entre 1871 y 1879, hizo de la oposición a la expansión rusa en los Balcanes y del bloqueo de las ambiciones serbias de liderar una nueva federación eslava del sur el eje de su política. Quería que Alemania se aliara con Austria y no con Rusia.La asociación entre la Alemania de Bismarck y el Imperio austrohúngaro fue el primer paso en el proceso de alianzas europeas que, junto con las luchas nacionalistas de los pueblos del Danubio y los Balcanes, apilaría explosivos sobre el polvorín étnico y político que incendiaría Europa en la Primera Guerra Mundial.
Organizaciones paneslávicas en Rusia empezaron a enviar ayuda a los rebeldes balcánicos y de esta manera presionaron al gobierno zarista a declarar la guerra al Imperio otomano en 1887, bajo el pretexto de proteger a los cristianos ortodoxos. Incapaz de mediar entre los Imperios otomano y ruso sobre el control de Serbia, Austria-Hungría declaró neutralidad cuando el conflicto escaló en una guerra. Con el estallido de la guerra ruso-turca en 1877, Rusia (príncipe Gorchakov) y Austrohungría (Andrássy) firmaron el acuerdo secreto de Reichstadt el 8 de julio, por el que se dividiría la península balcánica dependiendo del resultado de la guerra. La oposición directa a los intereses rusos en los Balcanes llevó a su vez a Francisco José a aliarse con Alemania para intentar lograr un equilibrio político y militar que era vital para sus intereses. 
Con ayuda de Rumania y Grecia, el Imperio ruso derrotó a los otomanos e intentó crear una Gran Bulgaria prorrusa con el Tratado de San Stefano. Este tratado desató una conmoción internacional que casi desemboca en una guerra general europea. Austria-Hungría y Gran Bretaña temían que una gran Bulgaria se convirtiera en un estado satélite ruso que permitiera al zar dominar los Balcanes. El primer ministro británico, Benjamin Disraeli, desplegó buques de guerra en posición contra Rusia para detener el avance de la influencia rusa en el Mediterráneo oriental, muy cerca de la ruta británica a través del Canal de Suez. En Austria-Hungría el tratado fue visto como demasiado favorable para Rusia y sus objetivos ortodoxos-eslavos.
El Congreso de Berlín de 1878 revirtió la victoria rusa al dividir el gran estado búlgaro que Rusia había creado a partir de territorio otomano y negó a cualquier parte de Bulgaria una independencia total de los otomanos. El Congreso de Berlín permitió que Austria-Hungría ocupara (pero no anexara) la provincia de Bosnia y Herzegovina, una zona predominantemente eslava. Austria-Hungría ocupó Bosnia y Herzegovina como una forma de ganar poder en los Balcanes. Por su parte, Serbia, Montenegro y Rumania se volvieron completamente independientes. No obstante, los Balcanes siguieron siendo un lugar de agitación política con una gran ambición de independencia y rivalidades entre grandes potencias. En el Congreso de Berlín, Gyula Andrássy logró forzar a Rusia a retirarse de hacer nuevas demandas en los Balcanes. Como resultado, la Gran Bulgaria se dividió y se garantizó la independencia serbia.  Efectivamente, el Congreso de Berlín otorgó la administración de Bosnia-Herzegovina a Austria-Hungría. La invasión (1878) y posterior ocupación (1879) del territorio colocó al imperio en una difícil situación frente al amenazante paneslavismo de Serbia y Rusia, naciones que se sintieron engañadas y frustradas por este Congreso. En 1878 también, con el apoyo de Gran Bretaña, Austria-Hungría estacionó tropas en Bosnia para evitar que los rusos se expandieran hacia la cercana Serbia. En otra medida para mantener a los rusos fuera de los Balcanes, Austria-Hungría formó una alianza, la «Entente Mediterránea», con Gran Bretaña e Italia en 1887 y concluyó pactos de defensa mutua con Alemania en 1879 y Rumania en 1883 contra un posible ataque ruso. Después del Congreso de Berlín, las potencias europeas intentaron garantizar la estabilidad a través de una compleja serie de alianzas y tratados.

Preocupada por la inestabilidad de los Balcanes y la agresión rusa, y para contrarrestar los intereses franceses en Europa, Austria-Hungría forjó una alianza defensiva con Alemania en octubre de 1879 y en mayo de 1882. En octubre de 1882, Italia se unió a esta asociación para formar la Triple Alianza en gran medida debido a las rivalidades imperiales de Italia con Francia. Las tensiones entre Rusia y Austria-Hungría siguieron siendo altas, por lo que Bismarck reemplazó la Liga de los Tres Emperadores (Rusia, Alemania y Austria-Hungría)  con el Tratado de reaseguro con Rusia para evitar que los Habsburgo iniciaran imprudentemente una guerra por el paneslavismo, lo que condujo al acuerdo contra natura entre la autocrática y reaccionaria Rusia y la republicana Francia (Doble Alianza del 17 de agosto de 1894). La región de Sandžak-Raška / Novibazar estuvo bajo ocupación austrohúngara entre 1878 y 1909, cuando fue devuelta al Imperio otomano, antes de ser finalmente dividida entre los reinos de Montenegro y Serbia.

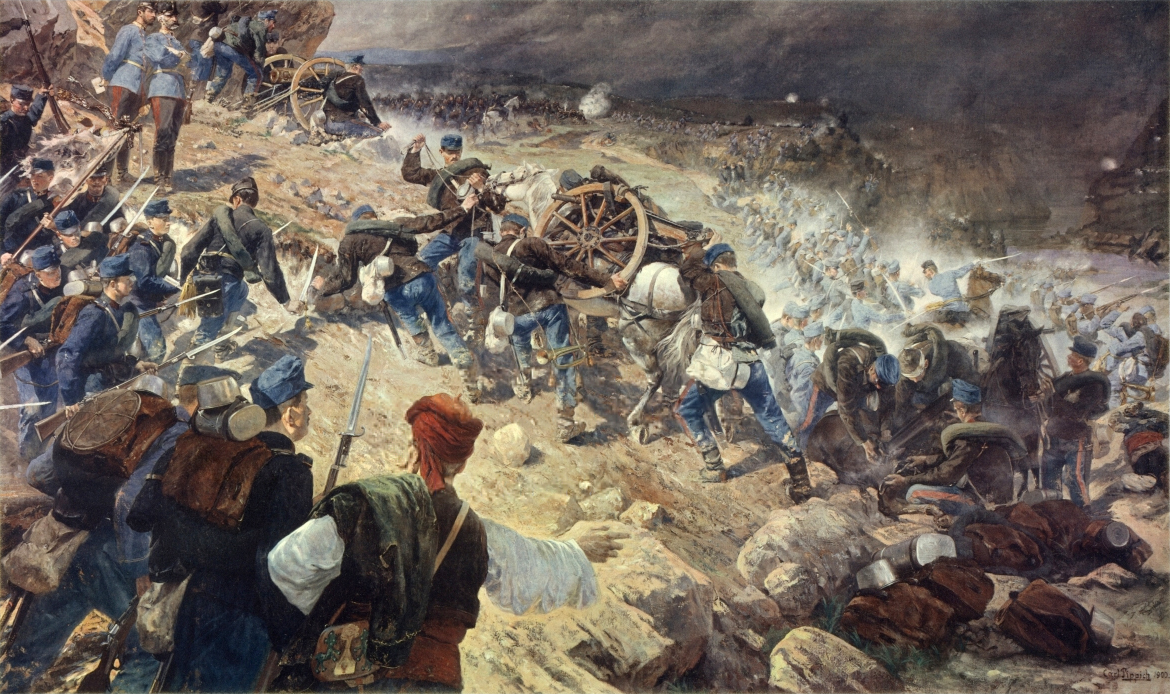
Batalla de Jajce, durante la ocupación de Bosnia-Herzegovina 1878.

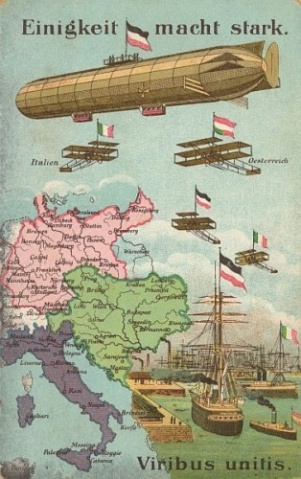
Postal de la triple alianza

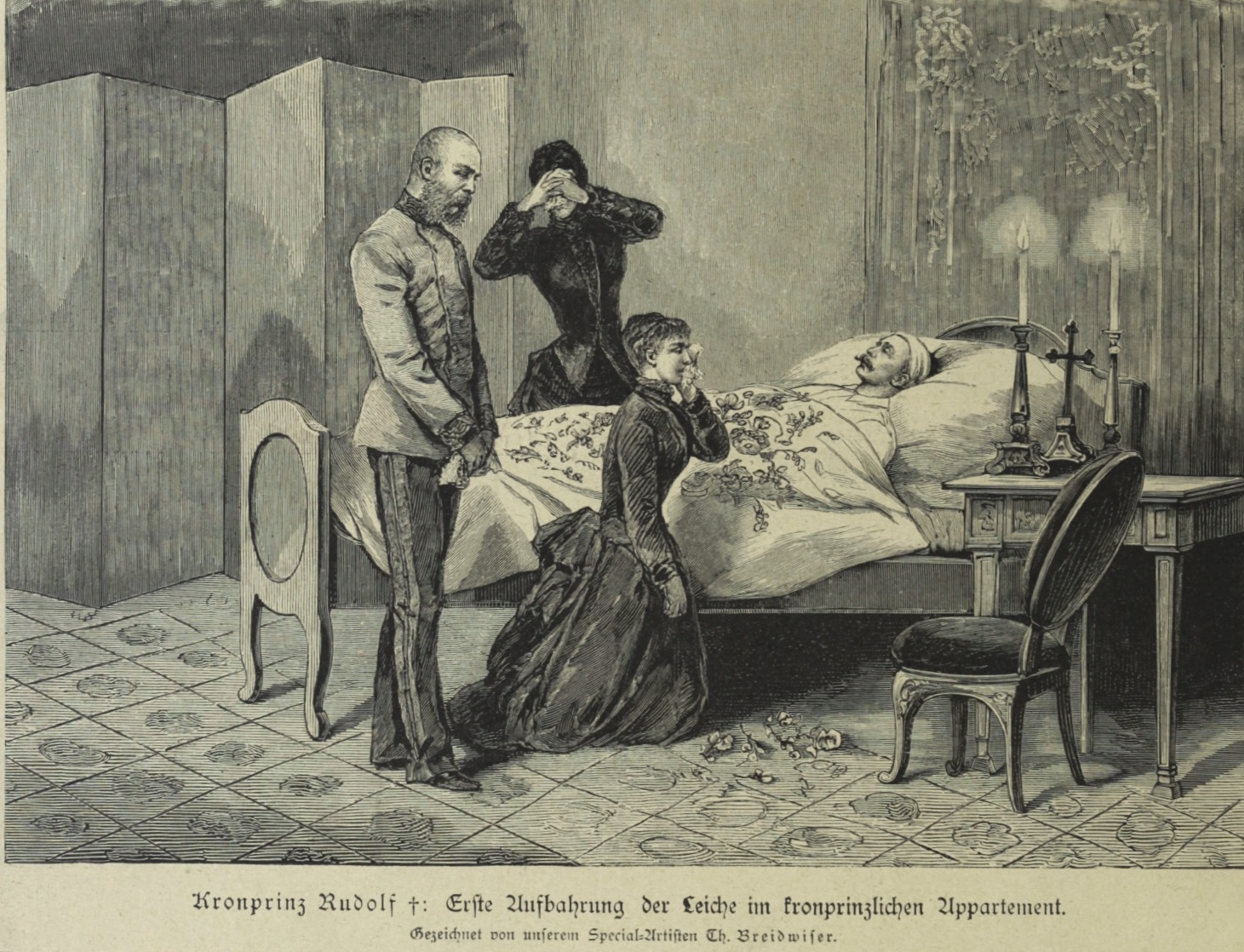
Muerte del heredero al trono Rodolfo de Habsburgo

En 1896 comenzó una rebelión en Creta y el 21 de julio de 1897 el ejército griego desembarcó en Creta para liberar la isla del Imperio otomano e incorporarla a Grecia. Durante esta crisis intervinieron las potencias europeas, incluida Austria-Hungría, y proclamaron en Creta un protectorado internacional.
En 1889 la monarquía sufrió un duro golpe, cuando el hijo del emperador Francisco José, el príncipe heredero Rodolfo de Habsburgo se suicidó. Entonces la sucesión del trono pasó a manos del hijo mayor de Carlos Luis, hermano del emperador, este era el archiduque Francisco Fernando. Durante la época en que fue sucesor al trono, Francisco Fernando se mostró partidario de la reforma del Estado para convertirlo casi en una federación. Temía que la dinastía no sobreviviera si no se realizaban urgentes reformas, tanto políticas como militares, y estaba convencido de la incapacidad de que el imperio sobreviviera a una guerra mundial si se desencadenaba antes que él hubiese accedido al trono y llevado a cabo las reformas, una de sus propuestas era los Estados Unidos de la Gran Austria. Sin embargo, sus ideas chocaban con el pensamiento conservador del emperador.
Una de las peores crisis anteriores a la Gran Guerra llegó cuando Francisco José tomó la determinación de anexionarse Bosnia-Herzegovina, el 6 de octubre de 1908, tal y como le autorizaba el artículo 25 del Tratado de Berlín (13 de julio de 1878). Si bien se pretendía detener la cada vez mayor violencia de los separatistas serbios, en realidad, la anexión no hizo más que azuzarlos contra el Imperio, muy bien pudo haberse iniciado la Gran Guerra en ese momento. Esta acción unilateral de parte de Austria-Hungría—ocurriendo un par de días después de que Bulgaria declarara su independencia del Imperio otomano—provocó protestas de parte de todas las Grandes Potencias, así como de los vecinos balcánicos de la monarquía, Serbia y Montenegro. Serbia, indignada ante esta actuación, que ponía fin a sus aspiraciones nacionalistas de la Gran Serbia, movilizó sus tropas. Rusia, sintiéndose engañada por Austria en lo referente a sus aspiraciones de dominar el Bósforo y los Dardanelos, apoyó a Serbia. Los ingleses convocaron una conferencia internacional, que Austria rechazó por temor a resultar vencida. Italia, por su parte, suscribió un acuerdo secreto con Rusia (Tratado de Racconigi) para mantener el statu quo en los Balcanes. Alemania mantuvo su «fidelidad nibelunga» (sic) hacia Austria, aunque contuvo a Hötzendorf, en sus intentos de declarar la guerra a Serbia, a la vez que convence a los rusos para que se echen atrás. Con ello triunfó la política alemana, que haría frente común con Austria, su único aliado seguro. Austria-Hungría participó también, aunque su contribución fue menor, en la Alianza de las Ocho Naciones para derrotar al levantamiento de los bóxers en China durante el año 1900.
Los principales protagonistas de la crisis bosnia de 1908 y 1909 fueron los ministros de Asuntos Exteriores de Austria y Rusia, Alois Lexa von Aehrenthal y Aleksandr Izvolski, respectivamente. Ambos estaban motivados por la ambición política; el primero saldría victorioso y el segundo se vería destrozado por la crisis. En el camino, arrastrarían a Europa al borde de la guerra en 1909. También dividirían a Europa en los dos bandos armados que irían a la guerra en julio de 1914. Aehrenthal partió de la base de que las minorías eslavas jamás podrían unirse y que la Liga de los Balcanes jamás causaría daño alguno a Austria, y rechazó una propuesta otomana de una alianza que incluyera a Austria, Turquía y Rumania. Sin embargo, sus políticas alienaron a los búlgaros, que se volcaron en cambio hacia Rusia y Serbia. Si bien Austria no tenía intención de embarcarse en una expansión adicional hacia el sur, Aehrenthal alentó la especulación en ese sentido, esperando que ello paralizara a los estados balcánicos. En cambio, los incitó a una actividad enérgica para crear un bloque defensivo que detuviera a Austria. Una serie de graves errores de cálculo al más alto nivel fortalecieron así significativamente a los enemigos de Austria.
En abril de 1909, el Tratado de Berlín fue modificado para reflejar los hechos consumados y poner fin a la crisis. Aunque la crisis terminó con lo que pareció ser una victoria diplomática total de Austria-Hungría, dañó permanentemente las relaciones entre Austria-Hungría y sus vecinos, especialmente Serbia, Italia y Rusia, y a largo plazo ayudó a sentar las bases para la Primera Guerra Mundial.  Las relaciones austroserbias, perjudicadas por el encono de los nacionalistas serbios provocado por la anexión, siguieron tensas hasta el punto de declararse la guerra en 1914. Durante las guerras de los Balcanes, los responsables de la política exterior austrohúngara se negaron a permitir la expansión serbia por el mar Adriático, rechazo que recibió el apoyo de sus aliados de la Triple Alianza. Esto hizo evidente el deterioro de las relaciones entre el imperio y el Reino de Serbia. Durante la primera guerra de los Balcanes, el Imperio austrohúngaro se unió a Alemania, Francia, Reino Unido e Italia en un bloqueo al puerto de Bar (Antivari) en el Reino de Montenegro.

### La Gran Guerra

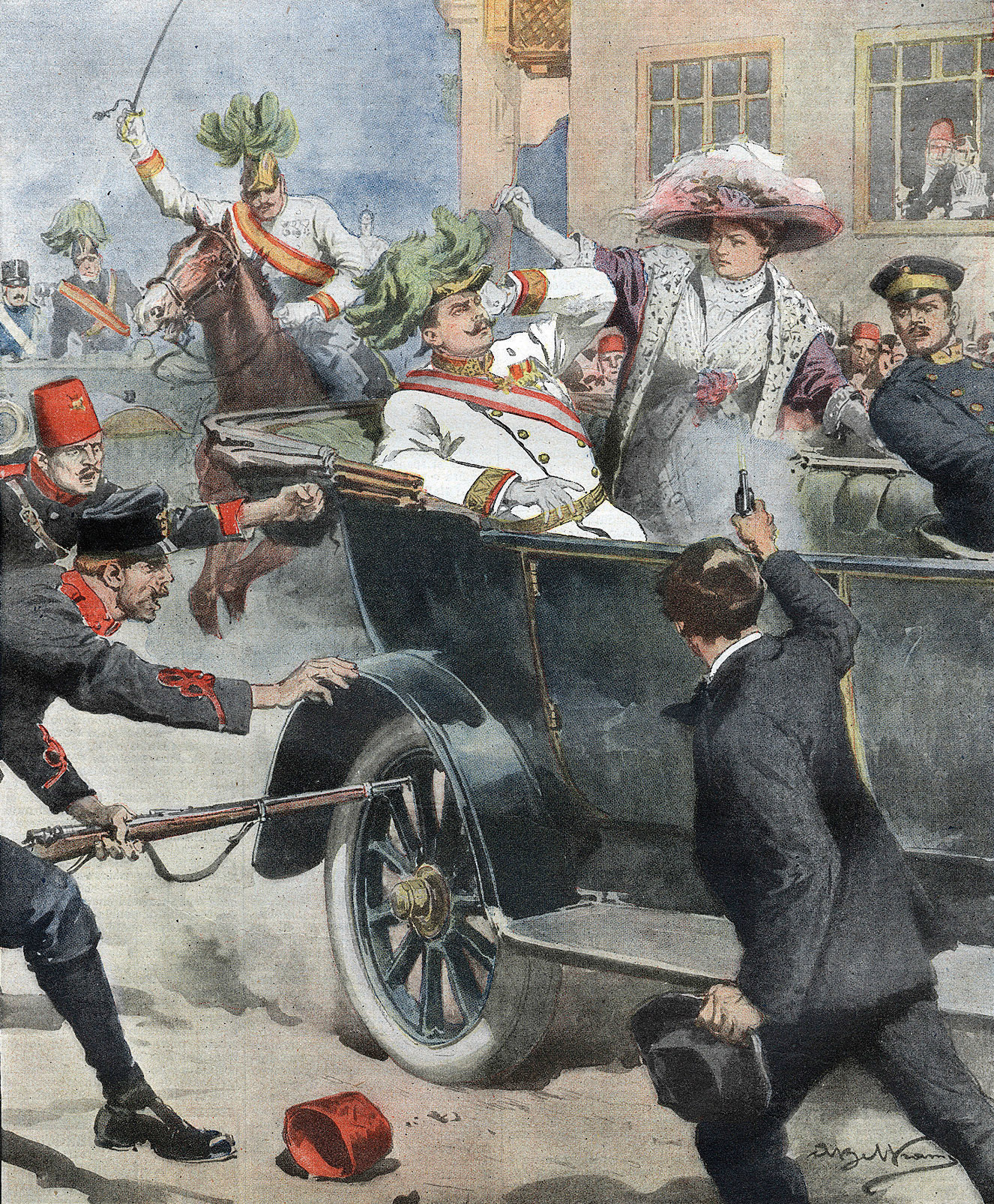
Asesinato del archiduque Francisco Fernando

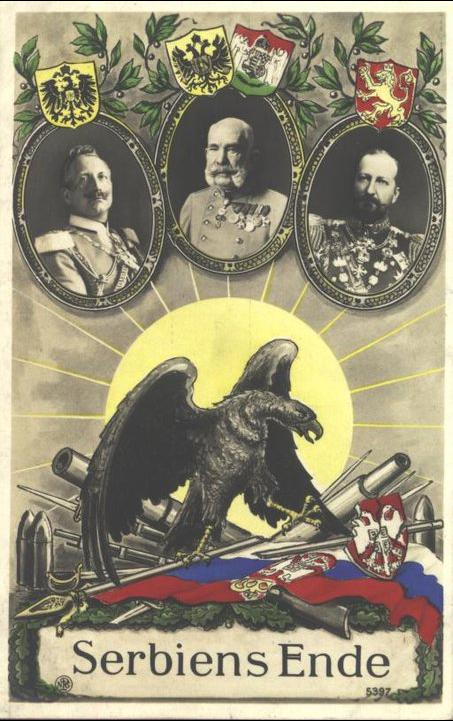
Postal de la victoria de las potencias centrales sobre Serbia en 1915.

La Primera Guerra Mundial surgió, entre otras causas, como consecuencia de la inestabilidad interna del Imperio austrohúngaro. La constante tirantez entre el poder central y las minorías separatistas (checos, serbios, italianos y rumanos) llevó a un conflicto multinacional en el seno del Imperio, que no podía menos que ser aprovechado por sus enemigos exteriores. El nuevo imperialismo que sufrieron los serbios por la anexión de Bosnia-Herzegovina llevó al asesinato del archiduque Francisco Fernando de Austria (sobrino de Francisco José I y heredero imperial) y de su esposa, Sofía Chotek, en Sarajevo el 28 de junio de 1914 a manos del joven estudiante nacionalista serbio bosnio Gavrilo Princip, miembro de un grupo revolucionario conocido como la Joven Bosnia.

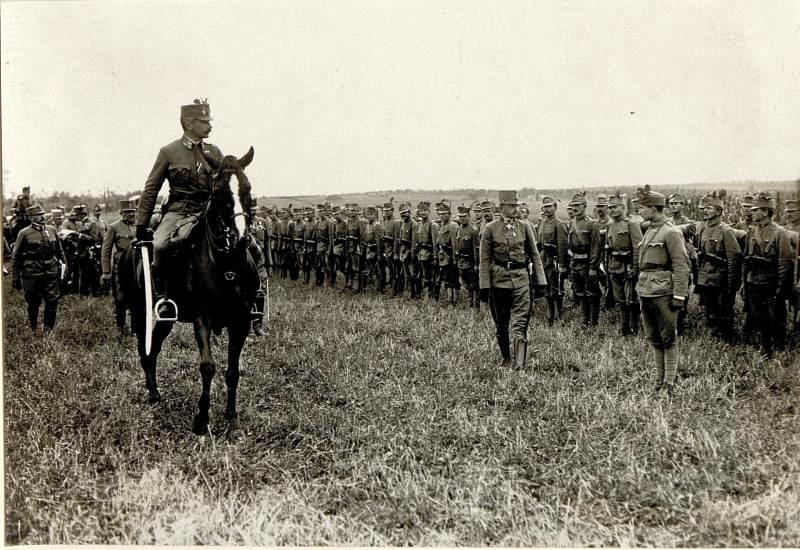
Tropas austrohúngaras en 1916

Decidido a dar una lección a Serbia, el gobierno austrohúngaro envió un ultimátum perentorio, al cual el gobierno serbio respondió accediendo a la mayoría de las reclamaciones. A pesar de ello, Austria declaró la guerra a Serbia el 28 de julio. Como Austria-Hungría se había aliado con Alemania e Italia en la Triple Alianza, Francisco José debió apoyarse en el káiser Guillermo, quien era partidario de castigar a Serbia, pero no creía que Rusia se involucrara en una guerra a favor de unos regicidas. Con el conflicto con Serbia ya planeado, lo único que debían hacer Austria-Hungría y su aliado era apaciguar a los rusos e impedir la escalada del conflicto. Sin embargo, contra lo esperado, Rusia decidió inmediatamente enviar tropas para defender a los serbios, y a pesar de los intentos de apaciguamiento realizados tanto por el emperador Guillermo como por el zar Nicolás, se decretó la movilización general, sin que Francia, deseosa de resarcirse de la humillación de 1871 hiciera nada para calmar los ánimos. Alemania, temerosa de perder la guerra, ya inevitable, si no tomaba la iniciativa, exigió la cesación inmediata de la movilización y al no recibir respuesta declaró la guerra a Rusia (1 de agosto) y a su aliada Francia (3 de agosto), invadiendo a la neutral Bélgica para caer por sorpresa en la retaguardia francesa (Plan Schlieffen). El Reino Unido, decidido a impedir la hegemonía alemana en Europa y obligado a defender a Bélgica, declaró la guerra a Alemania (4 de agosto). La Gran Guerra Europea había estallado.
El 28 de julio de 1914, los austrohúngaros iniciaron las hostilidades con el intento de invasión de Serbia, que acabó con la conquista de Serbia y Montenegro a fines de 1915. En el frente oriental Austria-Hungría, en cambio, no pudo repeler la invasión de Galitzia. En junio de 1916 tiene éxito una ofensiva rusa, dirigida por el general Alexéi Alexéievich Brusílov, que se interna en las líneas austrohúngaras. Regimientos enteros se pasaron a las filas rusas, demostrando la fragilidad del Imperio austrohúngaro. 
En 1915, Italia se unió a los Aliados y atacó Austria. Sin embargo, la larga serie de ofensivas sobre el río Isonzo fracasó. En 1917, fueron los austrohúngaros, reforzados por tropas alemanas, quienes baten duramente a los italianos en Caporetto. Este desastre casi sacó a Italia de la guerra, pero el frente se estabilizó sobre el río Piave.

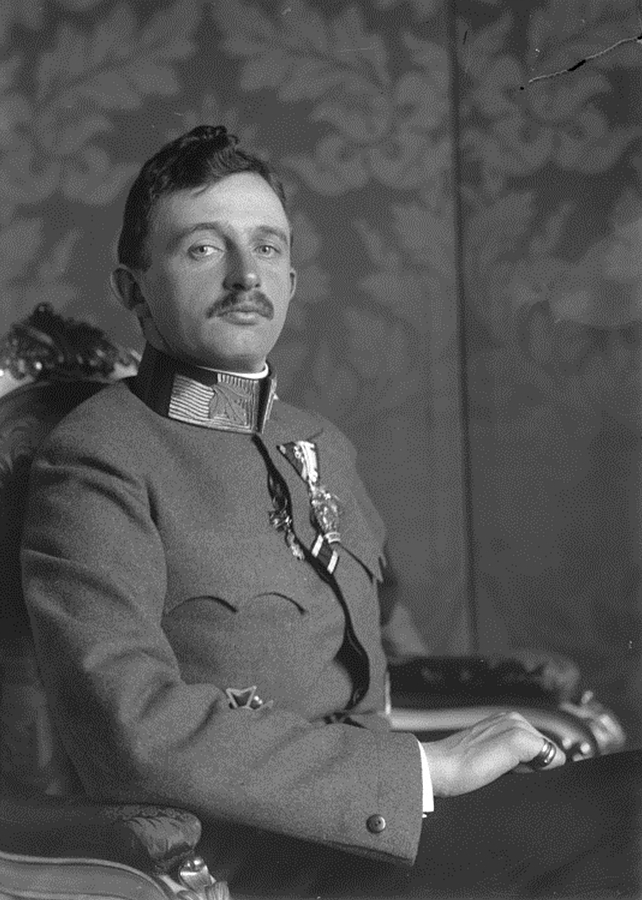
Emperador Carlos I, el último reinante de los Habsburgo.

El 21 de noviembre de 1916 murió el emperador Francisco José I, durante la guerra. 
Le sucedió su sobrino nieto, en concreto el primogénito de Otón Francisco (hijo del archiduque Carlos Luis), Carlos I de Austria y IV de Hungría. Carlos fue el último monarca Habsburgo. Desde este momento, el nuevo emperador trató de sacar al Imperio austrohúngaro de la guerra europea. La razón principal que le llevó a ello fue la situación económica del país, que no paraba de empeorar, con una alta inflación, descontento masivo entre los campesinos por las requisiciones de guerra y fuerte rechazo de los sindicatos obreros a la militarización de la industria. 
Al desvanecerse a finales de 1916 la posibilidad de que Rusia pudiera invadir Austria-Hungría se hizo evidente que Alemania era la fuerza dominante de los imperios centrales en lo político y en lo militar, provocando una nueva causa de descontento entre la población eslava de Austria-Hungría. 
El propio emperador deseaba la paz por la convicción personal de que la sangría humana del conflicto podría continuar durante mucho tiempo más.

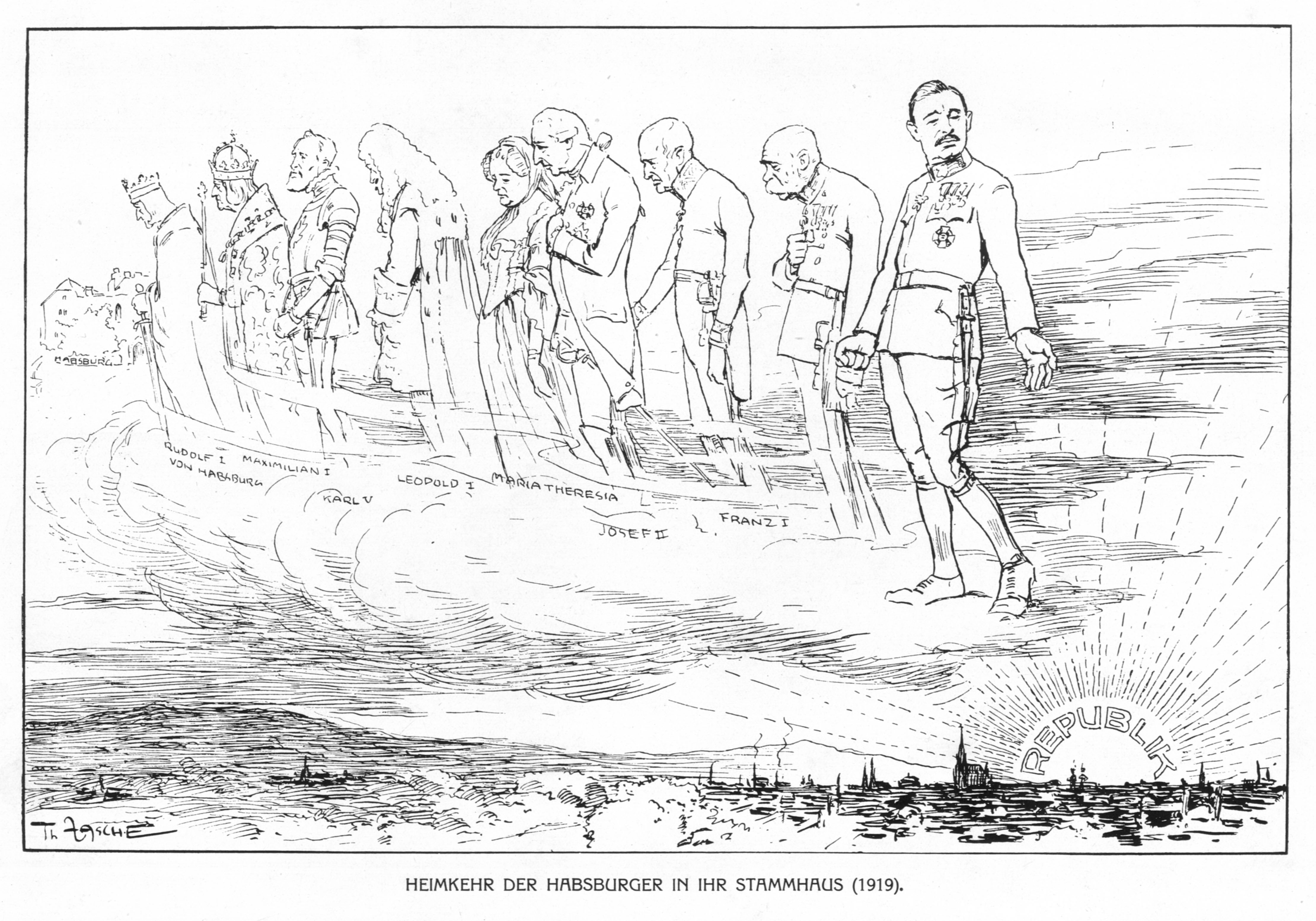
Caricatura satírica sobre la caída de la dinastía Habsburgo.

En abril de 1917 Estados Unidos declaró la guerra a los Imperios centrales, lo que le dio a la contienda el carácter mundial. No obstante, sus efectos no se sentirían sino hasta 1918. Fue el principio del fin para las Potencias centrales. En los Balcanes, las tropas francesas atacaron las líneas búlgaras en Macedonia. Después de pocos días de lucha, Bulgaria comprendió que no podía hacerles frente y pidió el armisticio. El Imperio otomano estaba al límite de sus fuerzas y no pudo contener a los británicos que habían tomado ya Jerusalén y Bagdad y avanzaban hacia Anatolia. Franceses y británicos ocuparon el Oriente Próximo e Irak. El Imperio otomano entonces se rindió.
El duelo entre italianos y austríacos estaba asimismo por resolverse. Tras la humillante y desastrosa derrota italiana en Caporetto, el general Armando Díaz se encontró presionado por su Gobierno, que necesitaba de una victoria en el frente alpino para poder negociar. Los italianos (con la determinante ayuda de británicos y franceses) derrotaron a Austria-Hungría en la batalla de Vittorio Veneto. Este hecho se sumó al descalabro del ejército imperial en los Balcanes y aceleró el final de la monarquía de los Habsburgo.
El emperador Carlos se aparta de la alianza con Alemania y poco después abdica, al tiempo que se produce la secesión de las provincias del Imperio y del Reino de Hungría, transformándose luego en república.

## Características del Imperio austrohúngaro
El Imperio austrohúngaro tuvo características particulares y únicas, dado su conformación variada y plural. Podemos destacar ciertos aspectos resaltantes:
- Tuvieron un sistema político particular, el poder estaba bajo el mando del monarca que era emperador y rey al mismo tiempo.
- Solo dos personas ocuparon el puesto de monarca en toda su existencia: Francisco José I (1867-1916) y Carlos I (1916-1919).
- La capital del imperio era Viena y su idioma oficial era el alemán y el húngaro.
- Tenían dos parlamentos, uno ubicado en Viena y otro en Budapest.
- Fue uno de los imperios más extensos de Europa con 676 000 km² y 53 millones de habitantes para 1916.[cita requerida]
- Todo el imperio tenía una moneda común, inicialmente fue el florín hasta 1892 y luego la corona.
- Llegó a ser la sexta potencia económica y comercial del mundo. Las regiones occidentales del imperio alcanzaron mayor desarrollo industrial y comercial en comparación con las regiones orientales.[cita requerida]

El Compromiso de 1867 convirtió los dominios de los Habsburgo en una unión real entre el Imperio austríaco («Tierras representadas en el Consejo Imperial», o Cisleitania) en la mitad occidental y septentrional y el Reino de Hungría («Tierras de la Corona de San Esteban», o Transleitania) en la mitad oriental.
El gobierno de Austria, que había gobernado la monarquía hasta 1867, se convirtió en el gobierno de la parte austríaca, y se formó otro gobierno para la parte húngara. El gobierno común (oficialmente llamado Consejo Ministerial para Asuntos Comunes, en alemán: Ministerrat für gemeinsame Angelegenheiten) se formó para los pocos asuntos de seguridad nacional común: el Ejército Común, la Armada, la política exterior y la casa imperial, y la unión aduanera. Aunque las dos mitades compartían un monarca común y tanto las relaciones exteriores como la defensa se gestionaban conjuntamente, todas las demás funciones estatales debían manejarse por separado ya que no había una ciudadanía común.
Hungría y Austria mantuvieron parlamentos separados, cada uno con su propio primer ministro: la Dieta de Hungría (comúnmente conocida como la Asamblea Nacional, en húngaro: Országgyűlés) y el Consejo Imperial (en alemán: Reichsrat) en Cisleitania. Cada parlamento tenía su propio gobierno ejecutivo, designado por el monarca.
Después de 1878, Bosnia y Herzegovina quedó bajo el gobierno militar y civil austrohúngaro hasta que fue completamente anexada en 1908, lo que provocó la Crisis bosnia con las Grandes Potencias y los vecinos balcánicos de Austria-Hungría, Serbia y Montenegro.
Las relaciones durante el medio siglo posterior a 1867 entre las dos partes de la monarquía dual se caracterizaron por repetidas disputas sobre acuerdos arancelarios externos compartidos y sobre la contribución financiera de cada gobierno al erario común. Estos asuntos fueron determinados por el Compromiso austrohúngaro de 1867, en el que los gastos comunes se asignaron en un 70% a Austria y un 30% a Hungría. Esta división debía ser renegociada cada diez años. Había agitación política durante la preparación de cada renovación del acuerdo. Para 1907, la participación húngara había aumentado al 36,4%. Las disputas culminaron a principios del siglo XX en una prolongada crisis constitucional. Fue desencadenada por desacuerdos sobre qué idioma utilizar para el mando en las unidades del ejército húngaro y profundizada por la llegada al poder en Budapest en abril de 1906 de una coalición nacionalista húngara. Renovaciones provisionales de los acuerdos comunes ocurrieron en octubre de 1907 y en noviembre de 1917 sobre la base del statu quo. Las negociaciones en 1917 terminaron con la disolución de la Monarquía Dual.

## Cronología
- 1867: Compromiso austrohúngaro. Autonomía para Galitzia y Croacia.
- 1878: Austria-Hungría obtiene los territorios ocupados por los turcos de Bosnia-Herzegovina (hasta 1918) y Novi Pazar (hasta 1908).
- 1879: Alianza de Austria-Hungría y el Imperio alemán.
- 1882: Italia se une a la alianza.
- 1892: Entra en circulación la corona de oro.
- 1897: Se implanta el sufragio masculino universal, indirecto (5 curias), en Austria.
- 1907: Entra en vigor el sufragio masculino directo para todo hombre mayor de 24 años en Austria.
- 1907: Primeras elecciones en Austria con sufragio universal directo. Nuevo compromiso entre Austria y Hungría.
- 1908: Anexión de Bosnia-Herzegovina.
- 1912: Serbia y Bulgaria forman una alianza contra el Imperio austrohúngaro.
- 1914: El archiduque Francisco Fernando y su esposa son asesinados en Sarajevo por un terrorista serbobosnio. La declaración de guerra de Austria-Hungría a Serbia provoca declaraciones de guerra en cadena dando inicio a la Primera Guerra Mundial.
- 1915: El Imperio austrohúngaro se declara dispuesto a ceder la región de Trieste. Se firma el Tratado de Londres, secreto entre Reino Unido, Francia, Rusia e Italia: Italia cambia de bando obteniendo Trieste como incentivo.
- 1916: En plena guerra el emperador Francisco José I muere tras 68 años de reinado.
- 1917: El nuevo emperador, Carlos I, intenta conseguir la paz por separado con Francia, sin resultado.
- 1918: Carlos envía a Guillermo II de Alemania un telegrama anunciándole el fin de la alianza.
  - 28 de octubre, se proclama la república de Checoslovaquia.
  - 31 de octubre, secesión de Hungría.
  - 3 de noviembre, armisticio entre el Imperio austrohúngaro y los aliados.
  - 7 de noviembre, se proclama la república de Polonia (que se adjudica la región austríaca de Galizia).
  - 16 de noviembre, se proclama la república de Hungría.
  - 1 de diciembre, las regiones del sur del Imperio se unen a Serbia y Montenegro formando el Reino de los Serbios, Croatas y Eslovenos.
  - 24 de diciembre, Rumanía, recibe el territorio de Transilvania.[cita requerida]
- 1919: El Imperio austrohúngaro queda totalmente disuelto tras los tratados de Saint-Germain y Trianon.

## Política y gobernación

### Tratamiento
El jefe del Estado era el emperador, de la familia de los Habsburgo, quien era a su vez jefe de los dos Estados, a saber, emperador de Austria y rey de Hungría. Esto motivaba que en territorios de la corona de Austria el gobierno fuese denominado «Imperial-Real» (abreviado como K.K., del alemán Kaiserlich Königlich) en señal de la identificación del monarca austriaco como rey y emperador simultáneamente. En Hungría, esta denominación no fue del todo aceptada, requiriendo el gobierno de Budapest que el monarca fuera designado separadamente como «emperador» y «rey», atendiendo a que Hungría tenía oficialmente el rango de reino. Por ello, tras el Compromiso austrohúngaro, el tratamiento del monarca pasó a ser K.u.K. (del alemán Kaiserlich und Königlich, Imperial y Real), o en su forma adjetiva, k.u.k. (imperial y real).

### Gobernantes
En los 51 años que duró la monarquía dual tuvo dos soberanos.
- Francisco José I de Habsburgo-Lorena (1867-1916).
- Carlos I de Habsburgo-Lorena (1916-1918).

La esposa del emperador recibía el título de emperatriz y ostentaba la representación del Estado del mismo modo que una reina o primera dama. Las dos emperatrices que tuvo Austria-Hungría fueron:
- Isabel de Wittelsbach, más conocida como Sissi (1867-1898).
- Zita de Borbón-Parma (1916-1918).

El heredero al trono era el archiduque de Austria. Los herederos fueron:
- Rodolfo de Habsburgo (1867-1889).
- Francisco Fernando de Habsburgo (1896-1914).

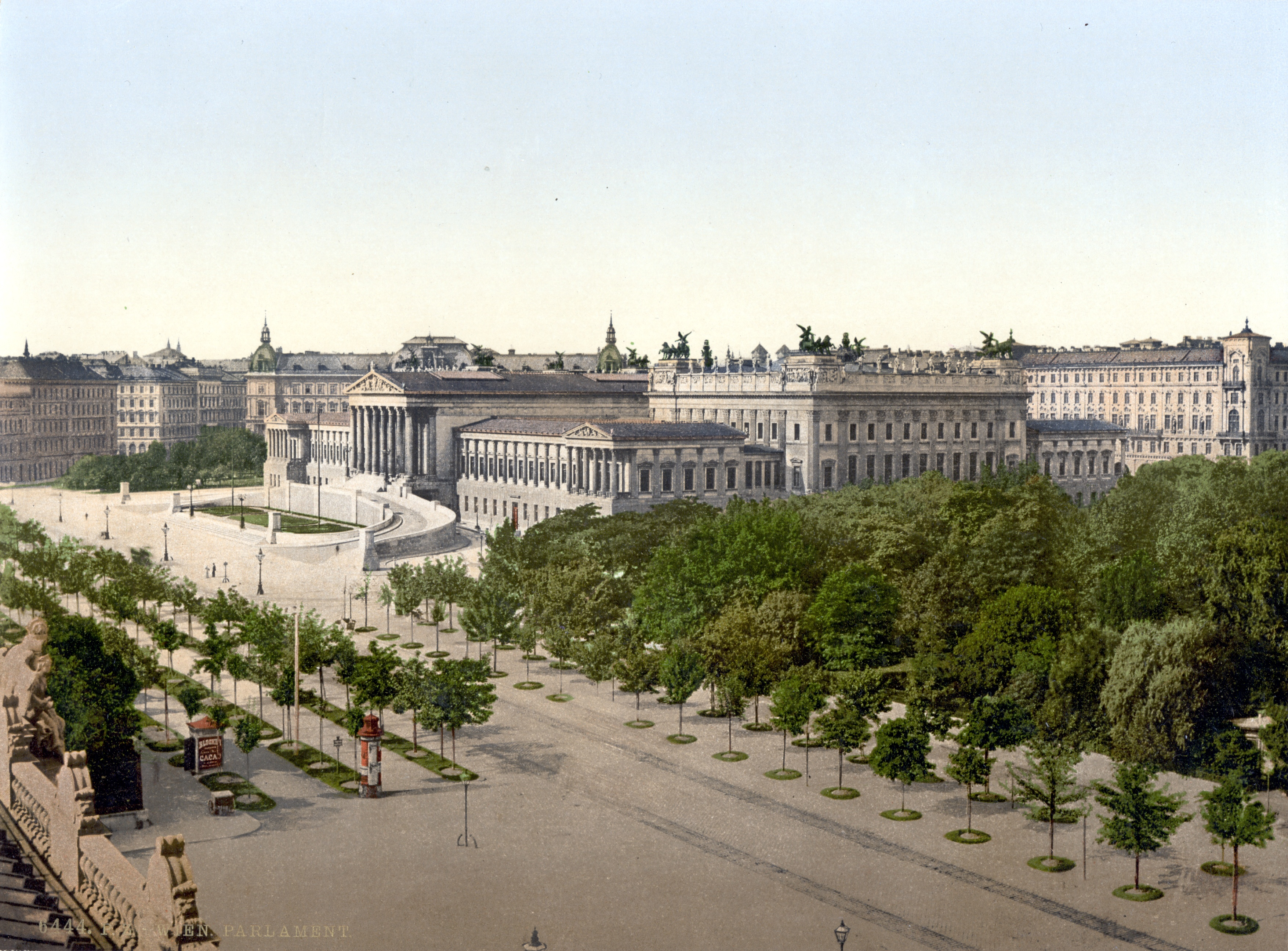
Parlamento austriaco en la Ringstraße en 1900

- Carlos I (1914-1916).
- Otto (1916-1918).

### Gobierno y administración
Austria y Hungría mantenían dos parlamentos separados, con sede en Viena y Budapest, respectivamente, cada uno con su propio primer ministro. De la coordinación entre estos dos gobiernos se encargaba el Gobierno del Emperador, dotado en teoría de un poder absoluto, pero limitado en la práctica. En ambos territorios, algunas regiones, como Galitzia-Lodomeria, en Austria, o Croacia-Eslavonia, en Hungría, tenían un régimen autónomo de autogobierno.

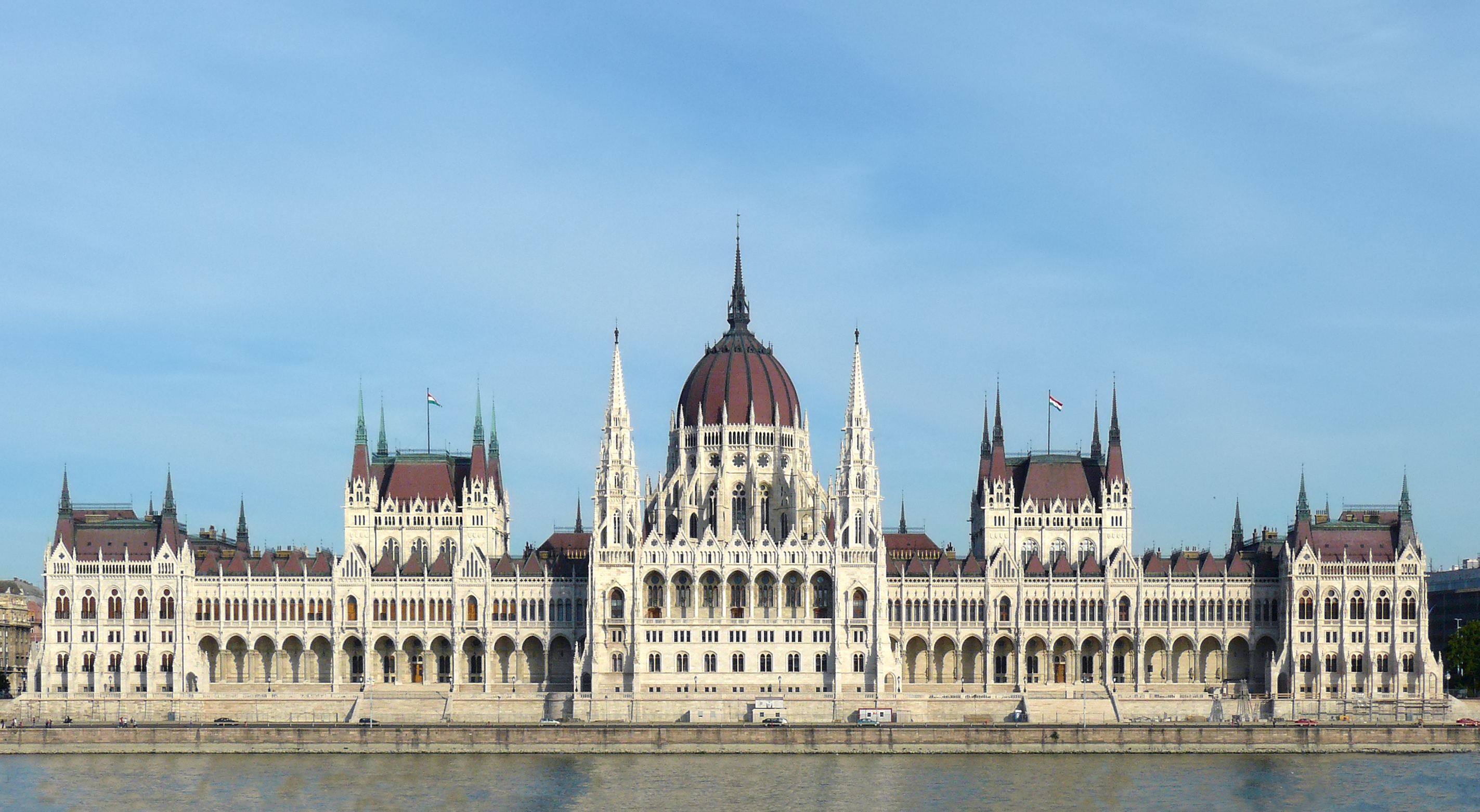
Edificio del parlamento húngaro

Había un Consejo de Ministros Común, formado por los dos primeros ministros, el ministro imperial de Asuntos Exteriores, el Jefe del Estado Mayor Imperial, el ministro de Finanzas, algunos archiduques y el emperador, que se encargaba del gobierno de las responsabilidades comunes (finanzas, defensa y política exterior). A su vez, dos delegaciones representantes de cada uno de los dos parlamentos se reunían por separado y votaban las propuestas del Consejo de Ministros Común. En cualquier caso, el emperador tenía la decisión final en temas de defensa y relaciones exteriores.
La invasión de competencias entre los ministerios conjuntos y los gobiernos de cada uno de los dos Estados causó fricciones y desgobierno, especialmente entre las fuerzas armadas. Aunque el Consejo de Ministros Común se encargaba de todas las cuestiones militares, los gobiernos austríaco y el húngaro se encargaban separadamente de los temas de reclutamiento, legislación del servicio militar, transporte de tropas y la regulación de las cuestiones civiles de los militares. Por tanto, cada uno de los gobiernos tenía mucha influencia en cuestiones militares y cada uno podía desbaratar operaciones militares si lo juzgaba conveniente a sus intereses.
A menudo se dieron conflictos sobre aranceles exteriores y sobre la contribución de cada uno de los Estados a la hacienda común (en la que Austria asumía el 70 % del presupuesto). Según los acuerdos del Compromiso de 1867, cada diez años se tenían que renegociar estos temas, y cada renovación comportaba nuevos problemas políticos. En 1905 las relaciones se torcieron con la disputa sobre qué lengua se debía utilizar en el ejército húngaro y por la llegada al poder en Budapest, en 1906, de un gobierno de coalición nacionalista húngaro. No obstante, los acuerdos se renovaron en octubre de 1907 y en noviembre de 1917.
Respecto a la participación de la población en el gobierno del imperio, Austria propició un régimen parlamentario a partir de las reformas de 1860, 1862 y 1867, que reconocieron las libertades religiosa, de pensamiento y de asociación. Se creó un parlamento bicameral o Reichsrat (cámara de diputados y cámara alta). Entre 1861 y 1897 se mantuvo el sufragio censitario e indirecto a través de cuatro curias de las que estaban excluidos los trabajadores. En 1897 el canciller imperial, conde Badeni, creó una quinta curia para representar a los trabajadores, pero hubo que esperar a 1907 para que se concediera el sufragio universal y directo a los austriacos, lo que redundó en los grandes partidos de masas (socialcristianos, socialdemócratas y pangermanistas).
En Hungría, por el contrario, se mantuvo una política rígida y centralista de magiarización de las minorías (eslovacos, ucranianos, serbios y rumanos) que quedaban sujetas a la autoridad del gobierno de Budapest (exceptuando de estas políticas a las minorías de croatas y germanos, protegidos expresamente por el Compromiso de 1867). La extensa nobleza húngara consiguió retener en sus manos los poderes ejecutivo y el legislativo gracias a un sufragio censitario muy restrictivo y a un fuerte autoritarismo que mantuvo sumisa a la mayoritaria población rural húngara, mientras restringía la participación política de las minorías a unos cuantos aristócratas rumanos y eslovacos, en tanto que ucranianos y serbios sólo tenían asegurado su poder político a nivel municipal y local. El poder de la nobleza húngara se basaba en el control de la tierra que, hasta la revolución de 1848, les pertenecía por completo.
El Compromiso de 1867 permitió que el territorio mayormente polaco de Galitzia-Lodomeria alcanzara una amplia autonomía administrativa y cultural. A cambio de su lealtad a los Habsburgo, el control de los asuntos internos fue gradualmente transferido a la nobleza e intelectualidad polacas mediante un limitado sufragio censitario provincial, que beneficiaba a los polacos frente a los ucranianos que residían mayormente en atrasadas áreas rurales vecinas a Rusia. La nobleza polaca participó activa y lealmente en la administración imperial. De hecho Galitzia se convirtió en el «Piamonte» del irredentismo polaco frente al autoritarismo del Imperio alemán y del Imperio ruso en sus zonas de ocupación, naciendo la idea de la reconstrucción del Reino de Polonia bajo la corona de los Habsburgo (idea que se intentará llevar a la realidad durante la Gran Guerra en el proyecto fallido de la Regencia de Polonia).
Los croatas consiguieron también autonomía dentro del Reino de Hungría en 1868. Los croatas, mayoritariamente católicos y leales a la dinastía Habsburgo, quedaron frustrados por el compromiso austrohúngaro, que los colocaba bajo la autoridad del gobierno húngaro, y mantuvieron una lucha constante por la defensa de sus derechos y libertades frente a los gobiernos centralistas de Budapest.

## División administrativa
La monarquía dual se dividía en una serie de Estados que formaban parte de Austria o de Hungría, excepto Bosnia-Herzegovina que estaba bajo administración conjunta. La frontera quedó fijada en el río Leita, por lo que Austria recibía el nombre de Cisleitania y Hungría el de Transleitania.
| Mapa del Imperio austrohúngaro. | |
| \| - Cisleitania \| \| \| 1. Bohemia 2. Bucovina 3. Carintia 4. Carniola 5. Dalmacia 6. Galitzia y Lodomeria 7. Provincia costera 8. Baja Austria \| 9. Moravia 10. Salzburgo 11. Silesia austríaca 12. Estiria 13. Tirol 14. Alta Austria 15. Vorarlberg \| \| - Transleitania \| \| \| 16. Hungría con Vojvodina y Transilvania \| 17. Croacia y Eslavonia \| \| - Condominio \| \| \| 18. Bosnia y Herzegovina \| \| | |
| - Cisleitania | |
| 1. Bohemia 2. Bucovina 3. Carintia 4. Carniola 5. Dalmacia 6. Galitzia y Lodomeria 7. Provincia costera 8. Baja Austria | 9. Moravia 10. Salzburgo 11. Silesia austríaca 12. Estiria 13. Tirol 14. Alta Austria 15. Vorarlberg |
| - Transleitania | |
| 16. Hungría con Vojvodina y Transilvania | 17. Croacia y Eslavonia                                                                              |
| - Condominio | |
| 18. Bosnia y Herzegovina | |

| Austria (Österreich)                           |                      |                 |                  |                         |                  |
| Estado                                         | Estatus              | Extensión (km²) | Población (1910) | Capital                 | Población (1910) |
| Alta Austria (Österreich ob der Enns)          | Archiducado          | 11 982          | 853 006          | Linz                    | 71 000           |
| Baja Austria (Österreich unter der Enns)       | Archiducado          | 19 825          | 3 531 814        | Viena (Wien)            | 2 031 000        |
| Bohemia (Böhmen)                               | Reino                | 51 947          | 6 769 548        | Praga (Prag)            | 224 000          |
| Bucovina (Bukowina)                            | Ducado               | 10 441          | 800 198          | Chernivtsi (Czernowitz) | 87 000           |
| Carintia (Kärnten)                             | Ducado               | 10 326          | 396 200          | Klagenfurt              | 29 000           |
| Carniola (Krain)                               | Ducado               | 9954            | 526 000          | Liubliana (Laibach)     | 47 000           |
| Dalmacia (Dalmatien)                           | Reino                | 12 831          | 645 666          | Zadar (Zara)            | 14 000           |
| Estiria (Steiermark)                           | Ducado               | 22 425          | 1 444 157        | Graz                    | 152 000          |
| Galitzia y Lodomeria (Galizien und Lodomerien) | Reino                | 78 497          | 8 025 000        | Leópolis (Lemberg)      | 206 000          |
| Goricia y Gradisca (Görz und Gradisca)*        | Condado principesco  | 2918            | 260 721          | Goricia (Görz)          |                  |
| Istria (Istrien)*                              | Margraviato          | 4956            | 403 566          | Pula (Pola)             |                  |
| Moravia (Mähren)                               | Margraviato          | 22 222          | 2 622 271        | Brno (Brünn)            | 126 000          |
| Salzburgo (Salzburg)                           | Ducado               | 7153            | 214 737          | Salzburgo               | 36 000           |
| Silesia (Schlesien)                            | Ducado               | 5147            | 756 949          | Opava (Troppau)         | 31 000           |
| Tirol (Tirol)                                  | Condado principesco  | 26 683          | 946 613          | Innsbruck               | 53 000           |
| Trieste (Triest)*                              | Ciudad               | 95              | 230 000          | Trieste (Triest)        | 161 000          |
| Vorarlberg (Vorarlberg)                        | Estado (land)        | 2602            | 145 000          | Bregenz                 | 9000             |
| Austria (Österreich)                           | Imperio (Kaiserlich) | 300 004         | 28 571 446       | Viena (Wien)            | 2 031 000        |
| Hungría (Ungarn                                |                      |                 |                  |                         |                  |
| Estado                                         | Estatus              | Extensión       | Población (1910) | Capital                 | Población (1910) |
| Croacia y Eslavonia (Kroatien und Slavonien)   | Reino                | 42 534          | 2 622 000        | Zagreb (Agram)          | 80 000           |
| Hungría (Ungarn)                               | Reino                | 282 297         | 18 265 000       | Budapest                | 882 000          |
| Rijeka (Fiume)                                 | Ciudad               | 21              | 48 800           | Rijeka (Fiume)          | 39 000           |
| Hungría (Ungarn)                               | Reino (Königlich)    | 324 852         | 20 935 800       | Budapest                | 882 000          |
| Administración conjunta (desde 1908)           |                      |                 |                  |                         |                  |
| Estado                                         | Estatus              | Extensión       | Población (1910) | Capital                 | Población (1910) |
| Bosnia-Herzegovina (Bosnien und Herzegowina)   | Estado (land)        | 51 082          | 1 931 802        | Sarajevo (Sarajewo)     | 52 000           |

Nota: Goricia y Gradisca, Istria y Trieste formaban el Küstenland o 'Provincia costera', que contaba con 894 287 habitantes y 7969 km².

### Mapas
|                                                               |
| Mapa étnico del Imperio austrohúngaro según el censo de 1910. |

| |
| Mapa de las religiones del Imperio austrohúngaro de 1881, edición de Andrees Allgemeiner Handatlas. |

|                                                |
| Mapa físico del Imperio austrohúngaro de 1914. |

## Economía

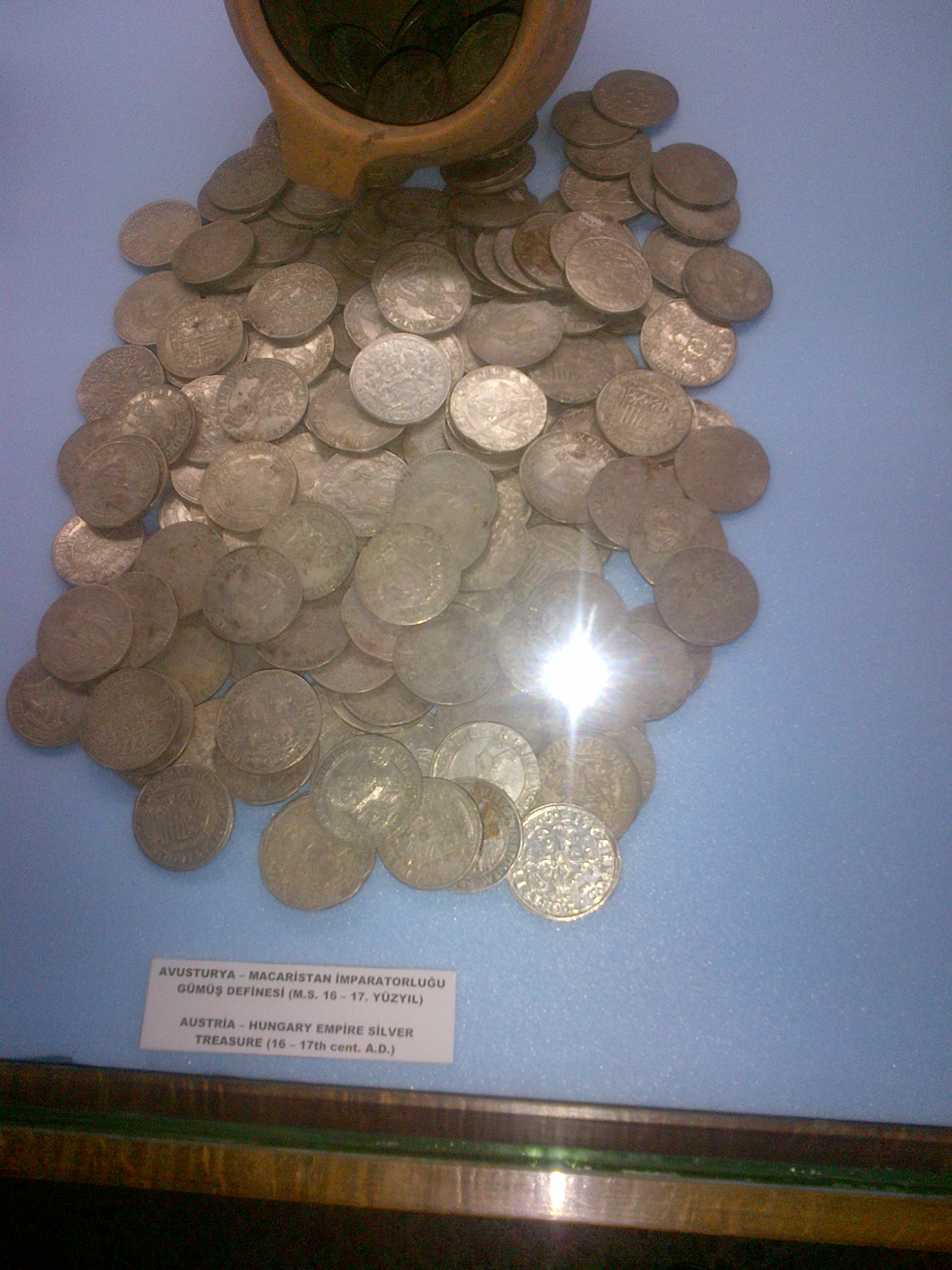
Monedas de plata del Imperio austrohúngaro en el Museo de Arqueología de Samsun.

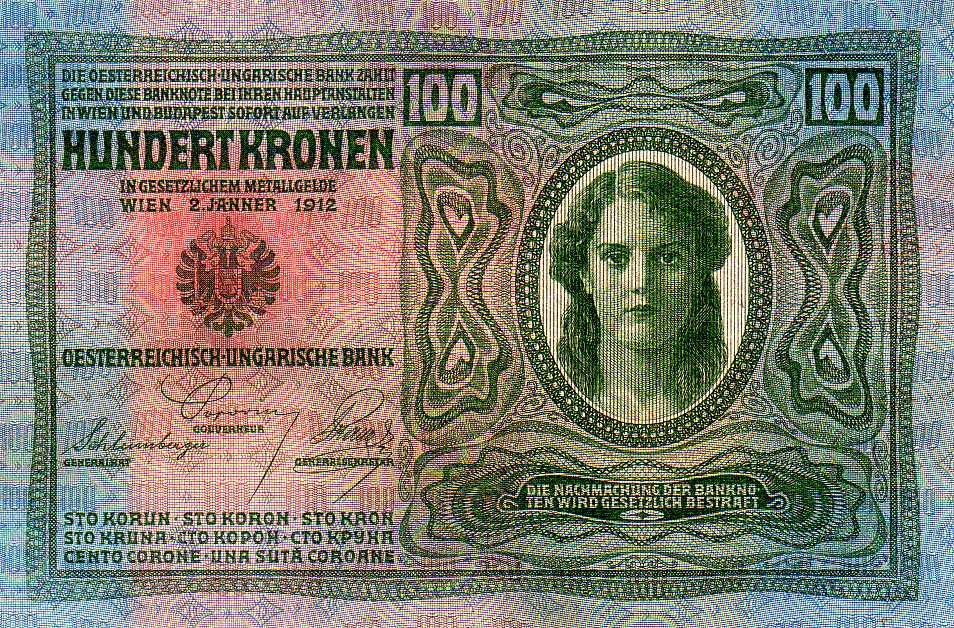
Billete de 100 coronas del año 1912

La economía austrohúngara cambió profundamente durante la época de la monarquía dual. El progreso tecnológico aceleró la industrialización y el crecimiento de las ciudades. Ante el desarrollo del capitalismo, las antiguas instituciones feudales comenzaron a desaparecer. El crecimiento económico se centró en un principio en Viena y su entorno, en las regiones alpinas y en Bohemia. Durante los últimos años del siglo XIX el crecimiento económico se extendió también a la llanura húngara y las regiones de los Cárpatos. Al estallar la Gran Guerra la economía austrohúngara era la quinta economía europea y la sexta mundial por su PIB, ocupando los mismos puestos respecto a su potencia industrial y comercial.
Dentro del Imperio las regiones occidentales estaban más desarrolladas que las orientales. Como muestra del rápido crecimiento económico, el PIB per cápita se incrementó a un ritmo de 1,45 % anual entre 1870 y 1913.[cita requerida] Un nivel de crecimiento comparable al de otros países como el Reino Unido (1 %), Francia (1,06 %) o el Imperio alemán (1,51 %).[cita requerida]
Aun así, la economía de Austria-Hungría en su conjunto se encontraba todavía por detrás de las de otras potencias, ya que había comenzado más tarde su modernización. Así, el Reino Unido tenía un PIB un 70 % superior al austrohúngaro y el Imperio alemán un 100 %.[cita requerida] Por otro lado había importantes diferencias de nivel económico entre las distintas regiones (Bohemia o Austria mantenían niveles de desarrollo económico y social equivalentes a los de Alemania o Francia, mientras que Transilvania, Galitzia o Bosnia-Herzegovina mantenían una gran similitud con los situaciones balcánicas o rusas).[cita requerida]
El ferrocarril se extendió rápidamente en todo el territorio austrohúngaro. Anteriormente, en 1841, el Imperio austríaco había desarrollado una red de ferrocarriles en las regiones occidentales, con centro en Viena. Poco después y con intención de aprovecharlo militarmente, el gobierno invirtió fuertemente en el ferrocarril, construyendo líneas de tren hacia Bratislava, Budapest, Praga, Cracovia, Graz, Liubliana y Venecia. En 1854 Austria disponía ya de 2000 km de vías férreas de las que un 70 % eran propiedad del Estado.[cita requerida] Desde ese momento el gobierno comenzó a vender gran parte de las líneas a la iniciativa privada para recuperar sus inversiones y poder pagar los costes provocados por la Revolución de 1848 y la Guerra de Crimea.
Desde 1854 hasta 1879 la iniciativa privada se ocupó de la construcción de nuevas vías. En Austria, con 7952 km nuevos de líneas, y en Hungría, con 5839 km, se conseguía de esta forma cohesionar la economía austrohúngara, al menos en lo que hacía referencia al transporte.
Después de 1879, el Gobierno austrohúngaro comenzó a racionalizar la red ferroviaria, principalmente a causa del freno en el crecimiento económico durante la depresión mundial de la década de 1870. Entre 1879 y 1900 se construyeron más de 25 000 km nuevos de vías en todo el Imperio, llegando el ferrocarril a las regiones más orientales. En 1915 la red ferroviaria llegó a tener más de 43 000 km (la tercera de Europa).[cita requerida]
La red ferroviaria redujo los costes del transporte y abrió nuevos mercados para productos de otras regiones del Imperio, sobre todo de las más industrializadas (Baja Austria y Bohemia).

## Demografía
| Territorio            | Población (1910) | Población (1914) |
| --------------------- | ---------------- | ---------------- |
| Alta Austria          | 853 000          | 864 000          |
| Baja Austria          | 3 532 000        | 3 635 000        |
| Bohemia               | 6 770 000        | 6 860 000        |
| Bucovina              | 800 000          | 818 000          |
| Carintia              | 396 000          | 406 000          |
| Carniola              | 526 000          | 530 000          |
| Dalmacia              | 646 000          | 668 000          |
| Estiria               | 1 444 000        | 1 468 000        |
| Galicia y Lodomeria   | 8 025 000        | 8 212 000        |
| Küstenland            | 894 000          | 938 000          |
| Moravia               | 2 622 000        | 2 667 000        |
| Salzburgo             | 215 000          | 221 000          |
| Silesia               | 757 000          | 776 000          |
| Tirol y Vorarlberg    | 1 092 000        | 1 130 000        |
| Austria               | 28 571 000       | 29 193 000       |
| Croacia y Eslavonia   | 2 622 000        | 2 670 000        |
| Hungría               | 18 265 000       | 18 811 000       |
| Fiume                 | 49 000           | 49 000           |
| Hungría               | 20 936 000       | 21 530 000       |
| Bosnia-Herzegovina    | 1 932 000        | 2 076 000        |
| Imperio austrohúngaro | 51 439 000       | 52 799 000       |

La población del Imperio austrohúngaro era de 48 592 000 habitantes en el censo de 1907. El censo oficial de 1910 arrojaba la cifra de 51 439 048 habitantes en todo el Imperio. Austria tenía 28 571 446, Hungría 20 935 800 y la provincia de Bosnia-Herzegovina 1 931 802. En 1914 la población era de 52 799 000 habitantes.
La población estaba desigualmente repartida en el territorio, que presentaba una densidad de población de 78 hab/km². En 1914, Austria tenía 97 hab/km² y Hungría 66 hab/km². El contraste era superior entre las regiones industrializadas (Baja Austria, Bohemia, Moravia y Silesia), que superaban los 120 hab/km², y las zonas montañosas de los Alpes (Salzburgo, Tirol y Vorarlberg) y los Balcanes (Bosnia-Herzegovina y Dalmacia), que no llegaban a los 60 hab/km². Las regiones centrales, dedicadas sobre todo a la agricultura (Carniola, Croacia, Estiria y Hungría), tenían densidades entre los 50 hab/km² y los 70 hab/km². La costa estaba densamente poblada, superando los 100 hab/km², y otras regiones de economía mixta (Alta Austria, Bucovina) estaban entre los 70 y los 80 hab/km². La extensa provincia de Galicia y Lodomeria, la más poblada de la Cisleithania, estaba en torno a los 100 hab/km².

### Composición étnica
Si algo caracterizaba al Imperio austrohúngaro era la gran variedad de grupos étnicos que lo componían, debido a la diversidad lingüística, cultural y religiosa (quince nacionalidades con doce lenguas y siete confesiones religiosas). Los grupos mayoritarios eran el austrogermánico (23,9 %), de lengua alemana, y el magiar (20 %), de lengua húngara, y la religión estatal era la católica, además de la predominante.
Los eslavos eran el tercer grupo en número, si bien se dividían lingüísticamente en seis idiomas (polaco, checo, eslovaco, ucraniano, esloveno y serbocroata) y ocho etnias, algunas de ellas de religión musulmana (bosniacos o bosnios). Por otra parte existían pueblos latinos, fundamentalmente italianos y rumanos, y también judíos, estos concentrados en las grandes ciudades y en la región de Galitzia, de lengua alemana, húngara o yidis.
| Nacionalidad | 1880                          | 1890      | 1900      | 1910       |
| ------------ | ----------------------------- | --------- | --------- | ---------- |
| Húngaros     | 6 445 487                     | 7 426 730 | 8 679 014 | 10 050 575 |
| Austríacos   | 1 953 911                     | 2 107 577 | 2 114 423 | 2 037 435  |
| Eslovacos    | 1 864 529                     | 1 910 279 | 2 008 744 | 1 973 970  |
| Rumanos      | 2 405 085                     | 2 591 905 | 2 785 265 | 2 949 032  |
| Ucranianos   | 356 062                       | 383 392   | 427 825   | 472 587    |
| Croatas      | 2 352 339 (croatas y serbios) | 1 554 000 | 1 670 905 | 1 833 162  |
| Serbios      | —                             | 1 057 264 | 1 042 022 | 1 106 471  |
| Judíos       | 624 826                       | 707 961   | 826 222   | 932 458    |
| Otros        | 264 689                       | 318 251   | 394 142   | 469 255    |

De todas estas nacionalidades, cinco eran las denominadas «históricas» por haber constituido en el pasado los antiguos Estados que formaron la monarquía y por considerarse que se encontraban en una fase de mayor evolución política y social. Esta consideración tenía como consecuencia el reconocimiento de derechos políticos históricos y la autorización para el uso de la propia lengua en la administración y la enseñanza. Austroalemanes, húngaros, polacos, croatas y checos gozaban en diverso grado de privilegios políticos, administrativos y culturales que les eran negados a los otros pueblos del imperio.
Por regiones, los austríacos de lengua alemana eran mayoría en Austria, Carintia, Estiria, Salzburgo, Silesia, Tirol y Vorarlberg, habiendo fuertes minorías germanas en Bohemia (36,8 %), Moravia (27,6 %), Hungría (10,4 %), Transilvania (8,7 %), Bucovina (21,4 %) y Carniola (5,3 %). Los húngaros poblaban la llanura del Danubio y Transilvania (34,8 %).
Los eslavos y latinos se distribuían por las márgenes del Imperio. Los checos habitaban Bohemia y Moravia; los polacos Galitzia occidental; los ucranianos Galitzia oriental y Lodomeria, así como el norte de Bucovina y el sector transilvano de Maramureş; los rumanos la mayor parte de Transilvania (55 %), las partes orientales del Banato y del este de la llanura Panónica, así como la mitad sur de la Bucovina; los croatas y serbios habitaban Croacia-Eslavonia, Bosnia-Herzegovina, Dalmacia y Rijeka (Fiume en italiano), y gran parte de Istria; los eslovacos lo que hoy es Eslovaquia (alta Hungría); los eslovenos Carniola y en menor medida Estiria y Carintia; y los italianos y otros latinos el sur del Tirol (actual Trentino) y las ciudades de Goricia, Istria y Trieste (Küstenland).

### Ciudades
| Pos. | Ciudad     | Población |
| ---- | ---------- | --------- |
| 1.ª  | Viena      | 2 083 630 |
| 2.ª  | Budapest   | 880 371   |
| 3.ª  | Praga      | 514 300   |
| 4.ª  | Lemberg    | 361 000   |
| 5.ª  | Trieste    | 229 510   |
| 6.ª  | Cracovia   | 183 000   |
| 7.ª  | Graz       | 168 808   |
| 8.ª  | Brünn      | 138 000   |
| 9.ª  | Szeged     | 96 063    |
| 10.ª | Szabadka   | 93 232    |
| 11.ª | Debrecen   | 90 764    |
| 12.ª | Czernowitz | 87 100    |

En el Imperio austrohúngaro existía una red de ciudades similar a las de otros Estados de la época, condicionada por la densidad de población, la industrialización y los condicionantes históricos. Así, las principales ciudades eran las capitales de las regiones que conformaban el Imperio, tradicionales centros del poder político. El desarrollo industrial sirvió, al igual que en el resto de Europa, para que la población tendiese a concentrarse en los núcleos urbanos, que experimentaron un crecimiento sin parangón durante la segunda mitad del siglo XIX. En 1914 el imperio contaba con una extensa red de unas 30 ciudades de más de 50 000 habitantes, además de tres grandes metrópolis en el ámbito económico y cultural europeo.
A la cabeza de todas las urbes estaba la capital, Viena, que pasó de los 900 998 habitantes de 1869, dos años después de la creación del Estado dual, a 2 083 630 en 1910, siendo en vísperas de la Primera Guerra Mundial la tercera ciudad más grande de Europa, tras Londres y París y cuarta de la Tierra, tras estas y Nueva York. Viena era, además de capital del Imperio austrohúngaro, de la zona austríaca de este. Era la mayor metrópoli germana mundial. El crecimiento de Viena, que alcanzó en 1916 su máxima población histórica con 2 239 000 habitantes, se debió a una suma de factores que la convirtieron en un centro político, económico, industrial y cultural de primer orden europeo y mundial, y por tanto el mayor polo de atracción demográfica de toda Austria-Hungría.
La segunda ciudad del Imperio era Budapest, que contaba con 880 371 habitantes en 1910 y un área metropolitana de 935 000, superando el millón en 1914. Era la capital y centro económico y cultural del Reino de Hungría, el otro Estado de la monarquía dual, y estaba poblada mayoritariamente por magiares con importantes minorías judía y germana. Budapest era el resultado de la unión de los núcleos de Buda y Pest a finales del siglo XIX.
En importancia demográfica les seguía Praga, capital del Reino de Bohemia, en Austria, que contaba con 224 000 habitantes (550 000 en el área metropolitana), poblada mayoritariamente por checos y con minorías de judíos y germanos, y que experimentó un gran crecimiento debido a la industrialización. Tras ella, Leópolis (Lemberg), con 361 000 habitantes de origen polaco, ucraniano y germano, capital de Galitzia; Trieste, con 229 510 italianos y eslovenos; Cracovia (Kraków o Krakau), la antigua capital polaca, con 183 000 habitantes, centro del irredentismo polaco; las ciudades de población germana Graz y Brno (Brünn) superaban los 100 000 habitantes.
La red de ciudades estaba jerarquizada demográficamente y cerca de los 100 000 habitantes contaban las ciudades húngaras de Subotica, Szabadka en húngaro y Maria-Theresiopel en alemán, Szeged y Debrecen. Tras ellas Czernowitz, ciudad multiétnica mayormente judía, capital de Bukovina, con cerca de 90 000 habitantes. Con más de 75 000 habitantes y unos 100 000 con los suburbios, Zagreb (Agram), actual capital croata, y Bratislava (Pressburg), de población germana, eslovaca y húngara. Con más de 50 000 habitantes encontramos otras poblaciones como Cluj (llamada Klausenburg), Kecskemét, Arad, Timisoara (Temesvar), Fiume, Pilsen, Olomouc (Olmutz), Linz, Innsbruck, Liubliana (Laibach) o Sarajevo.
Las ciudades austrohúngaras contaban todas ellas con fuertes minorías judías (entre el 10 y el 35 % de la población según las ciudades), siendo pieza fundamental en el mantenimiento de la vida económica y cultural del imperio al constituir en gran parte las clases medias urbanas.

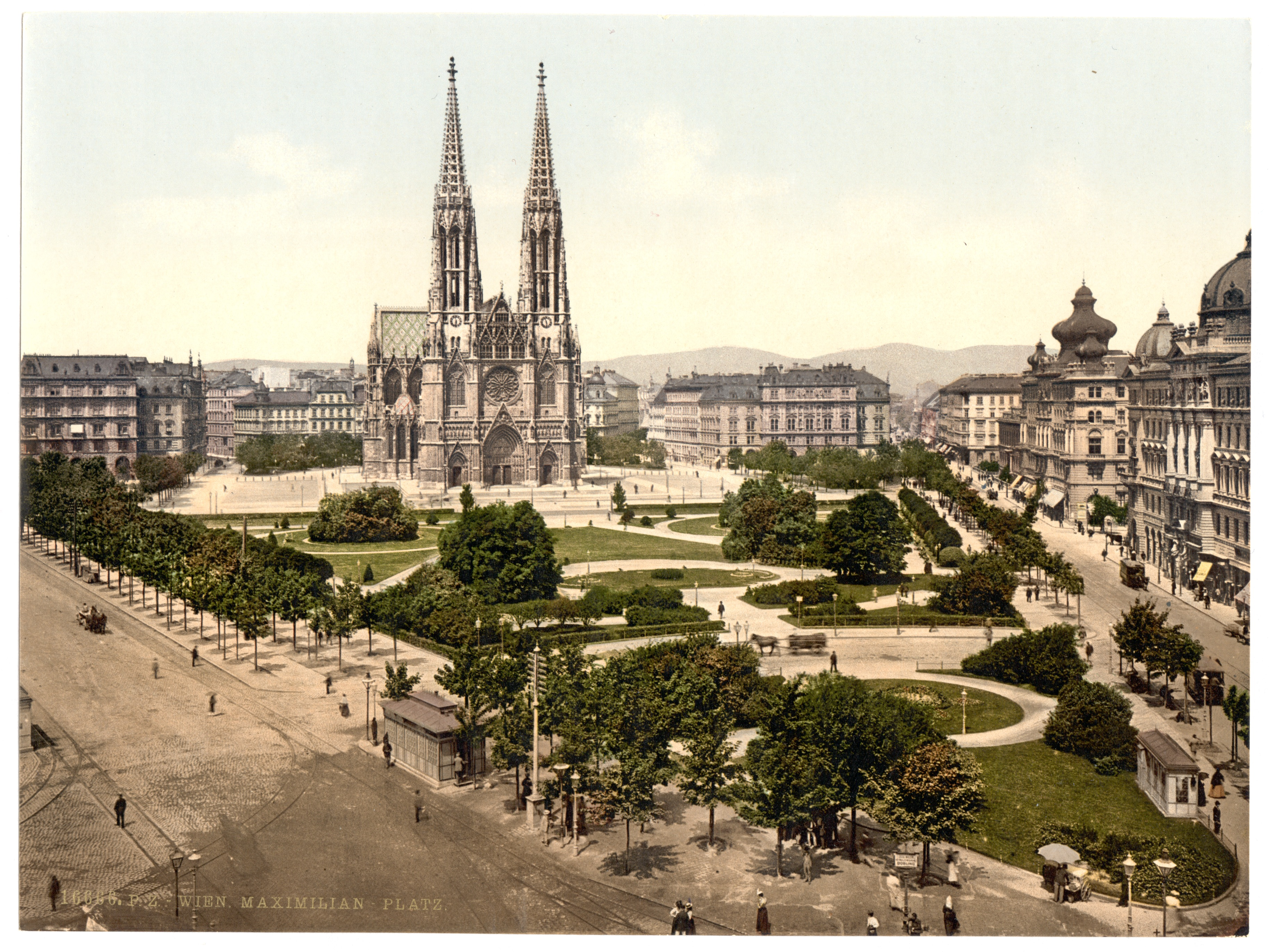
Viena (1900)
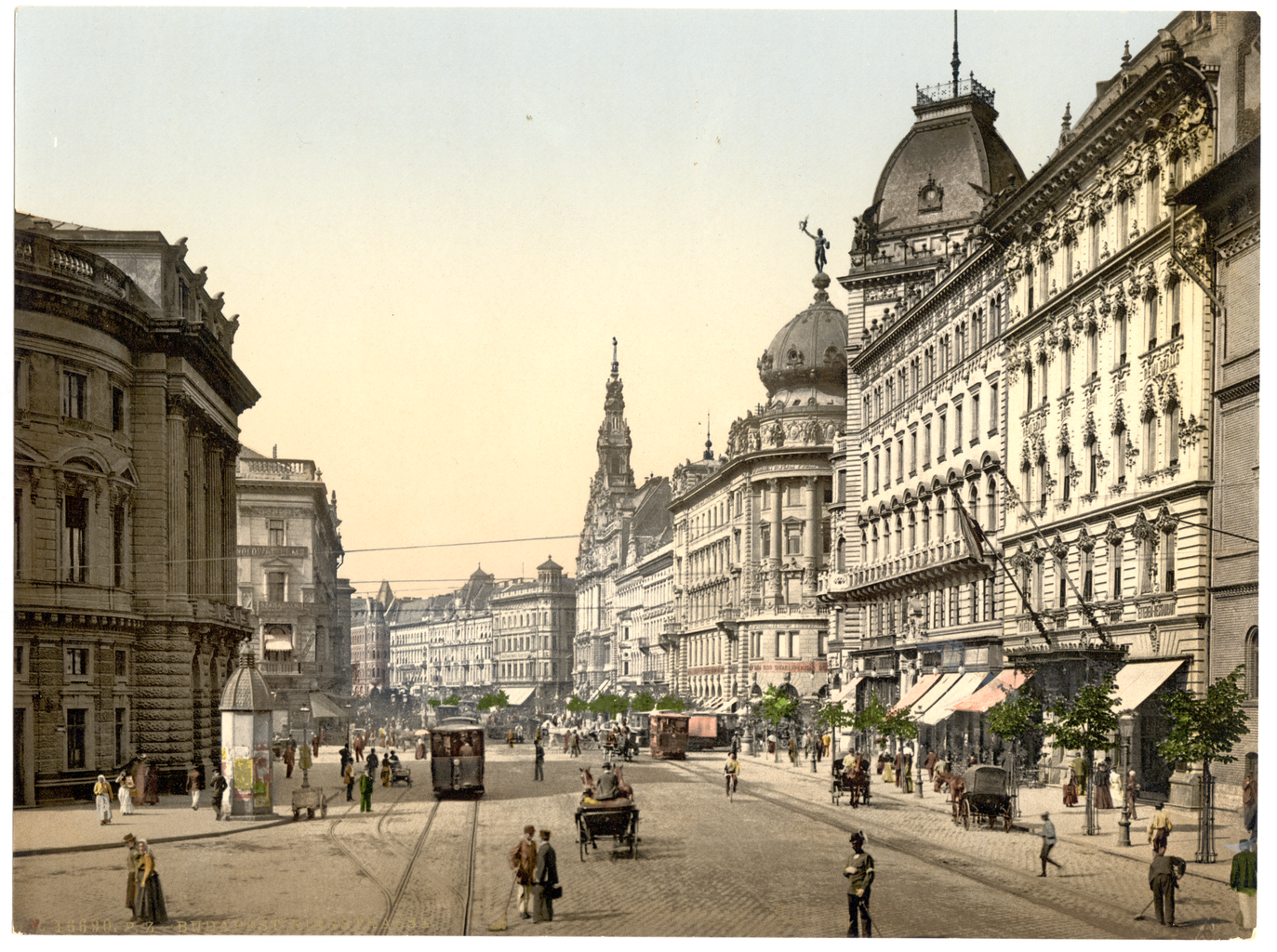
Budapest (1900)
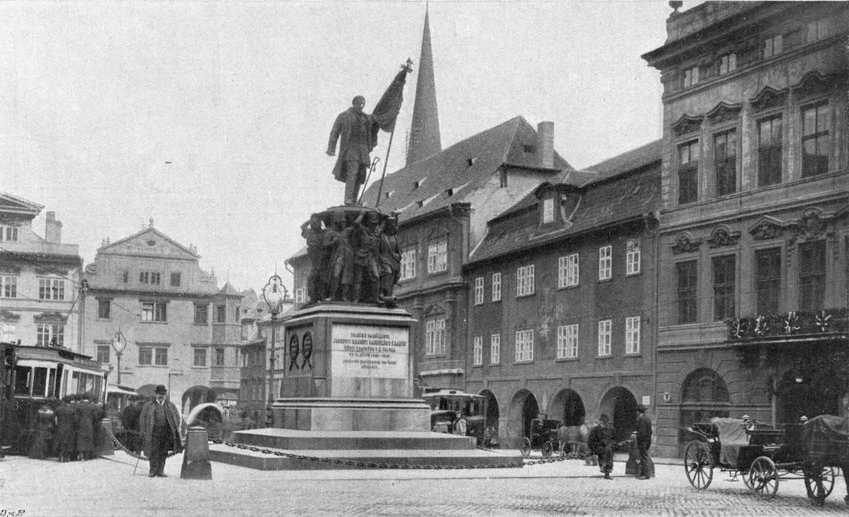
Praga (1900)
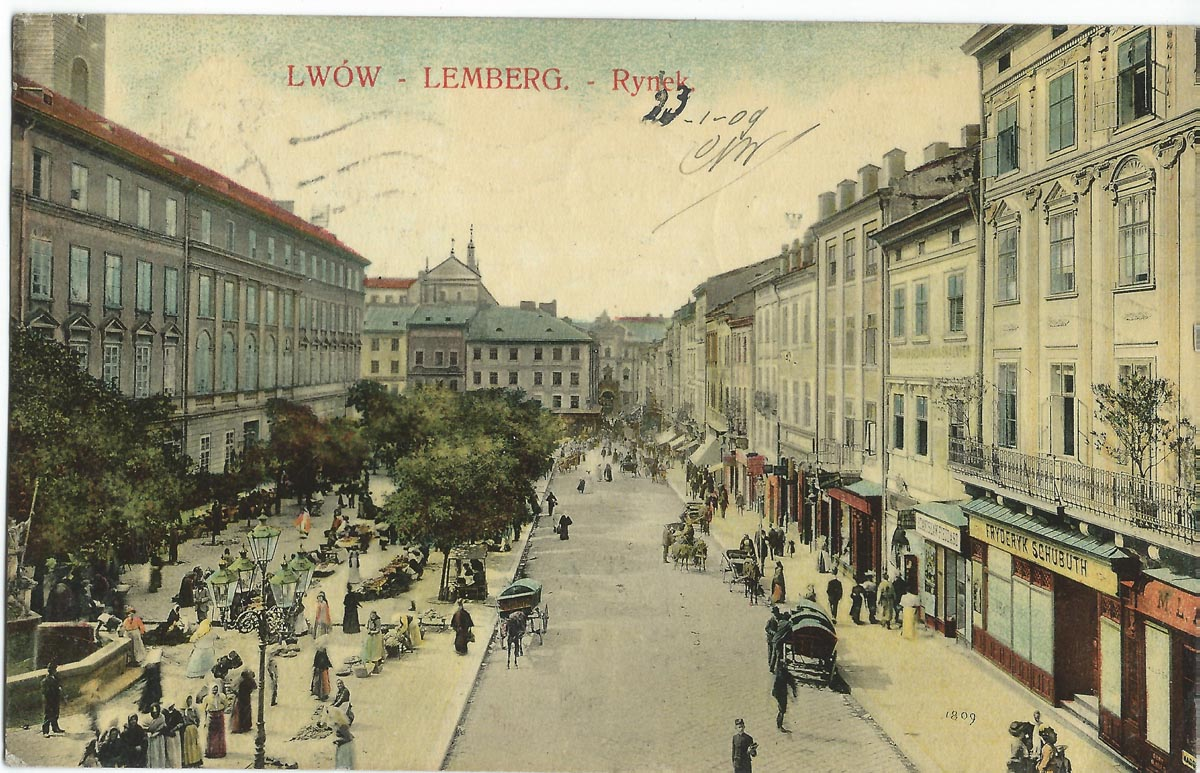
Lemberg (1909)
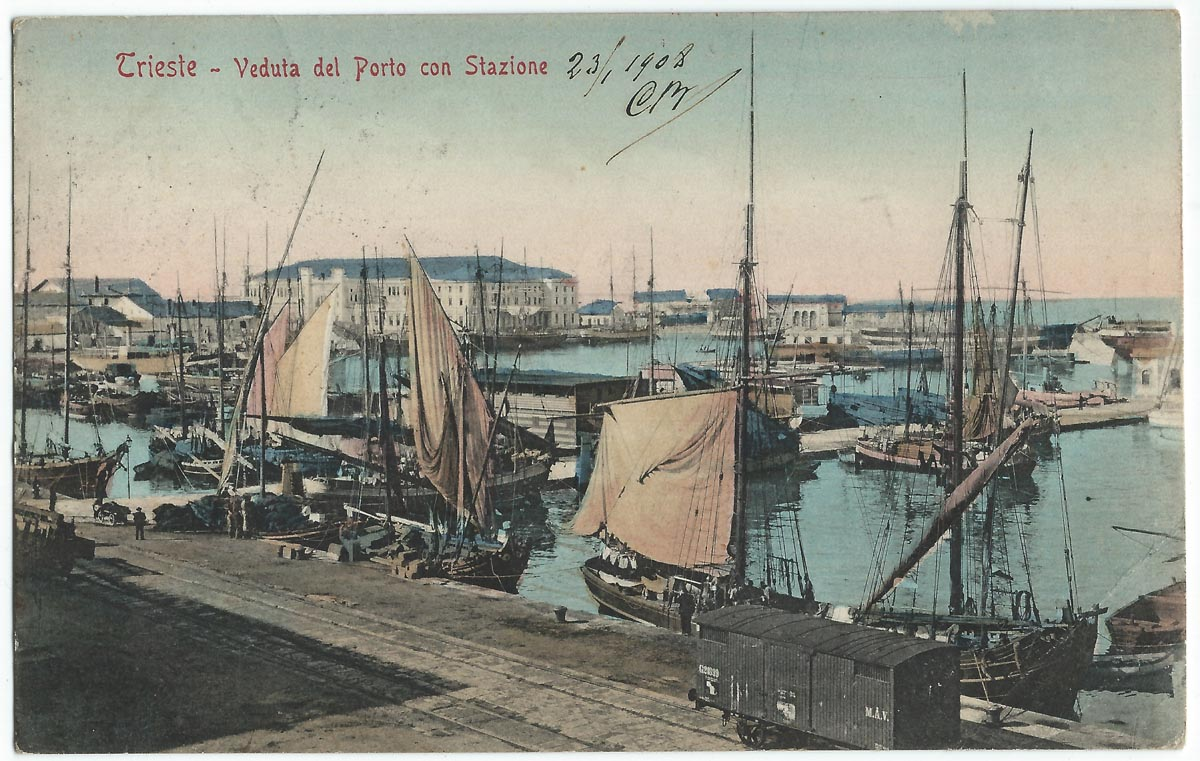
Trieste (1908)
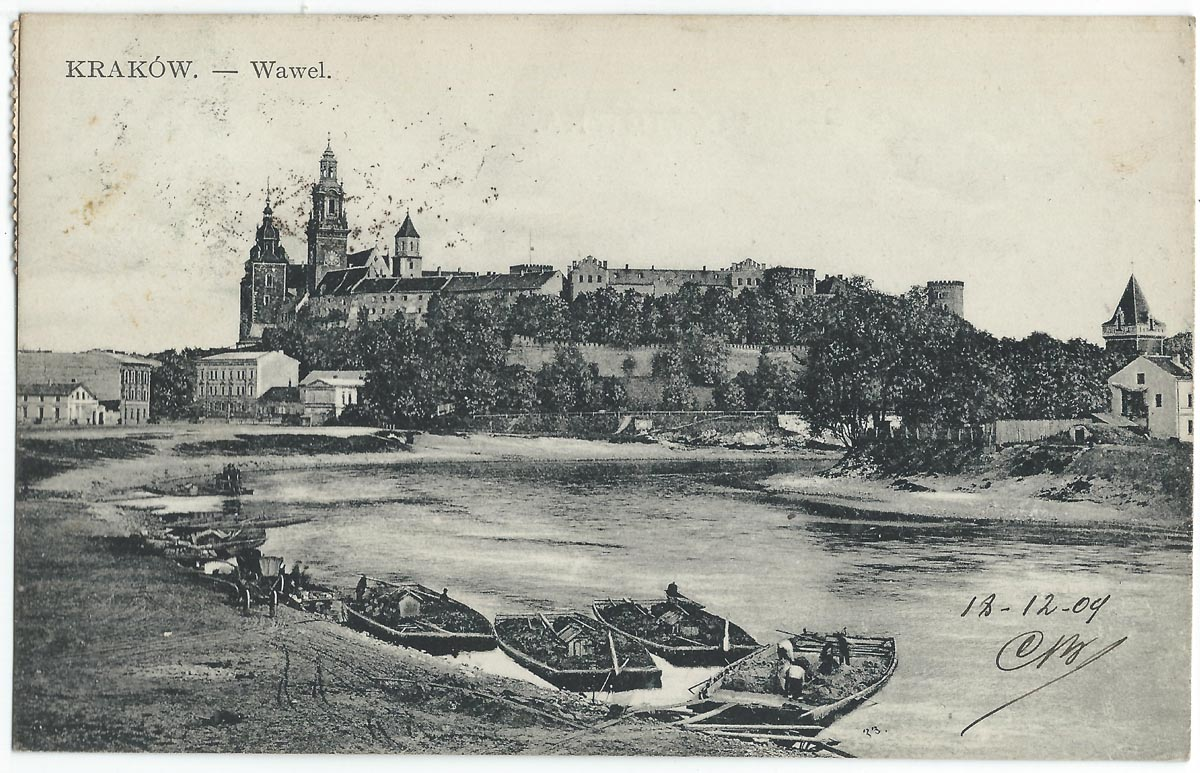
Cracovia (1909)
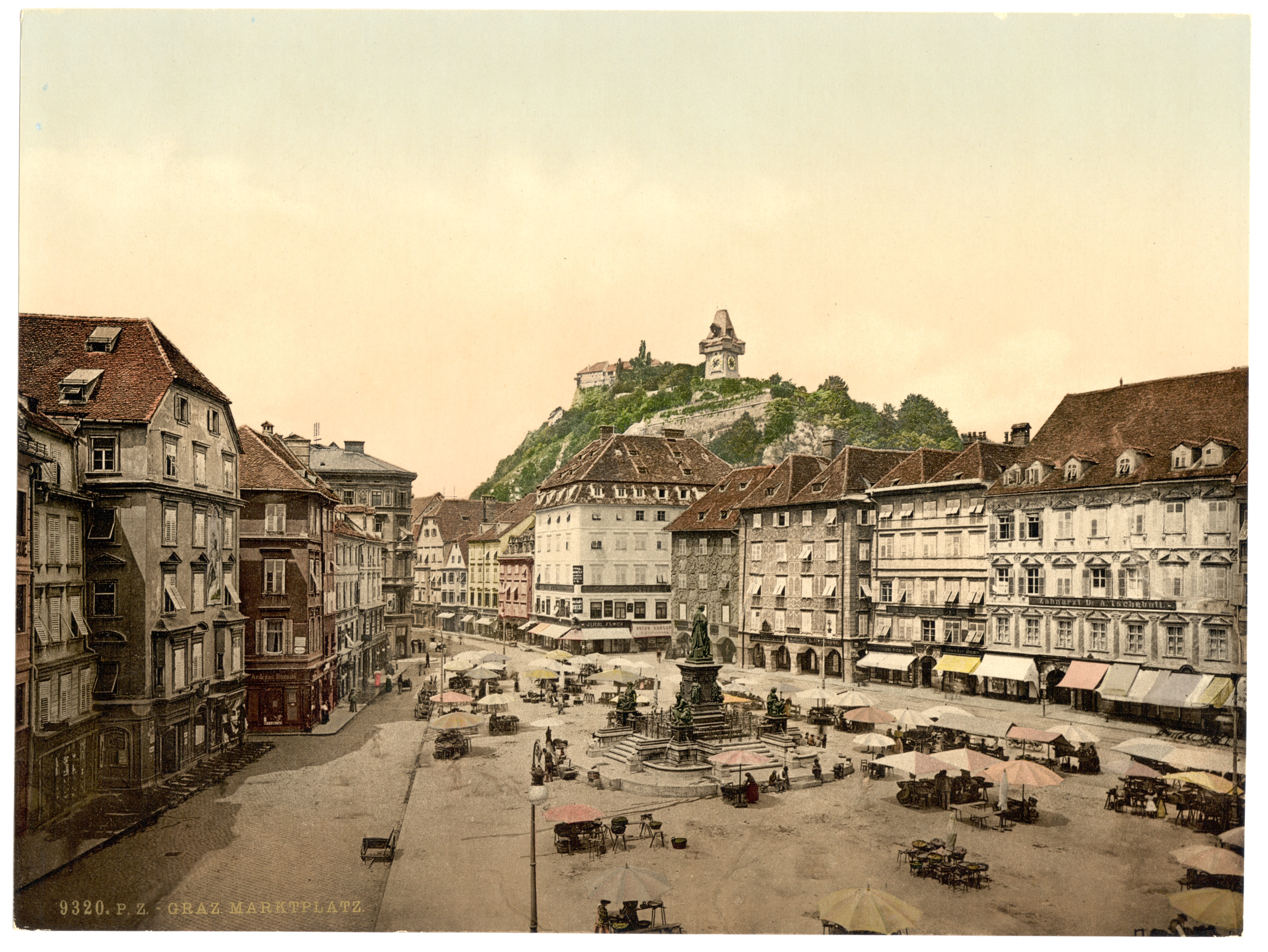
Graz (1900)
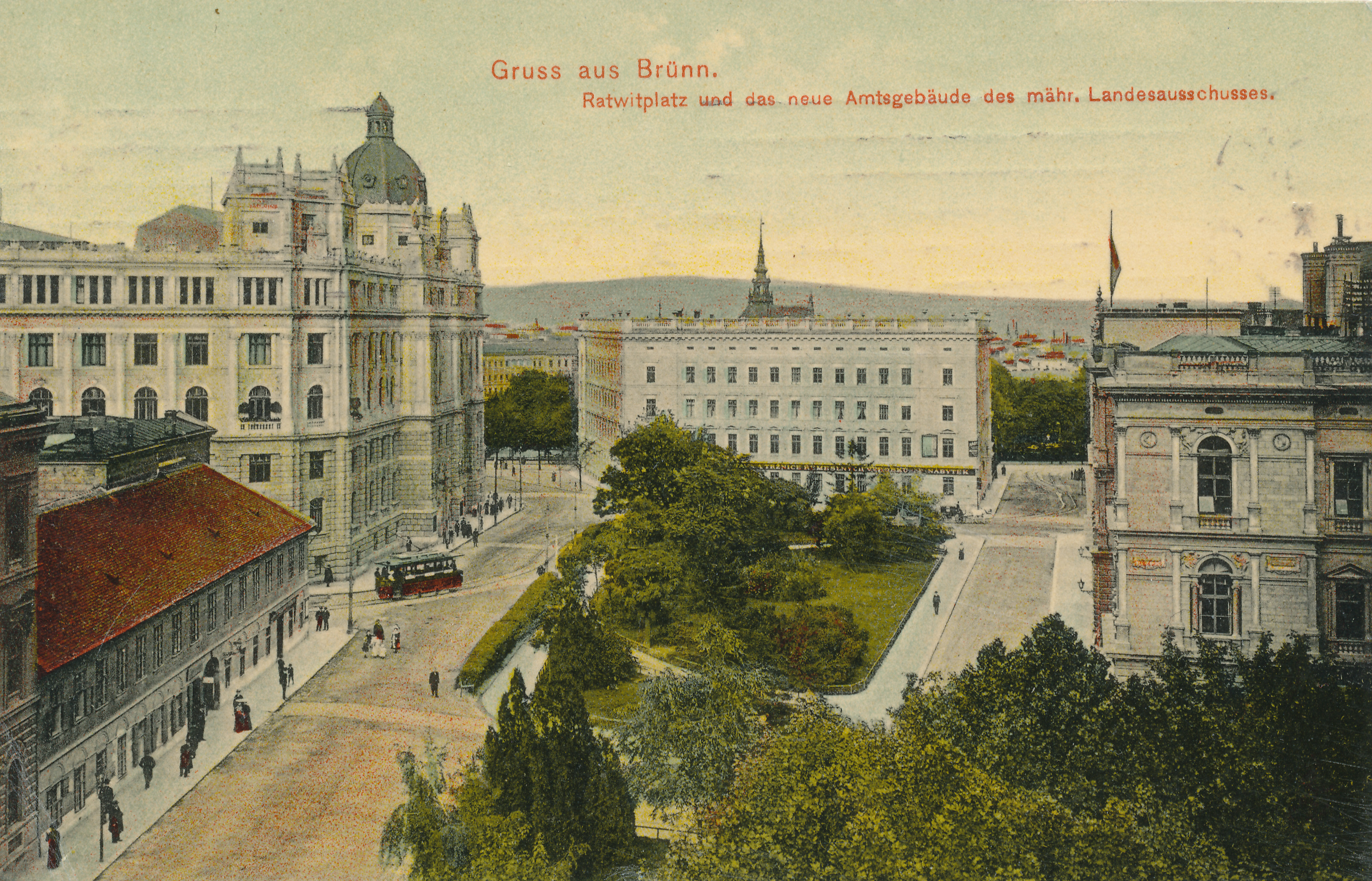
Brünn (1908)
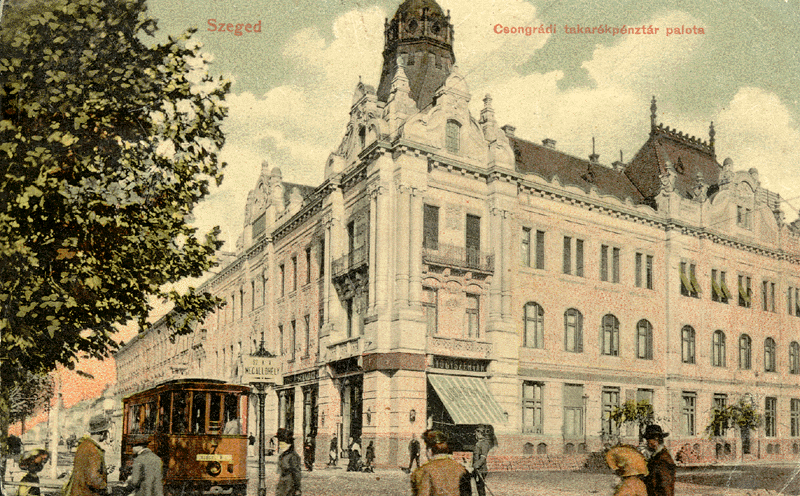
Szeged (1910)
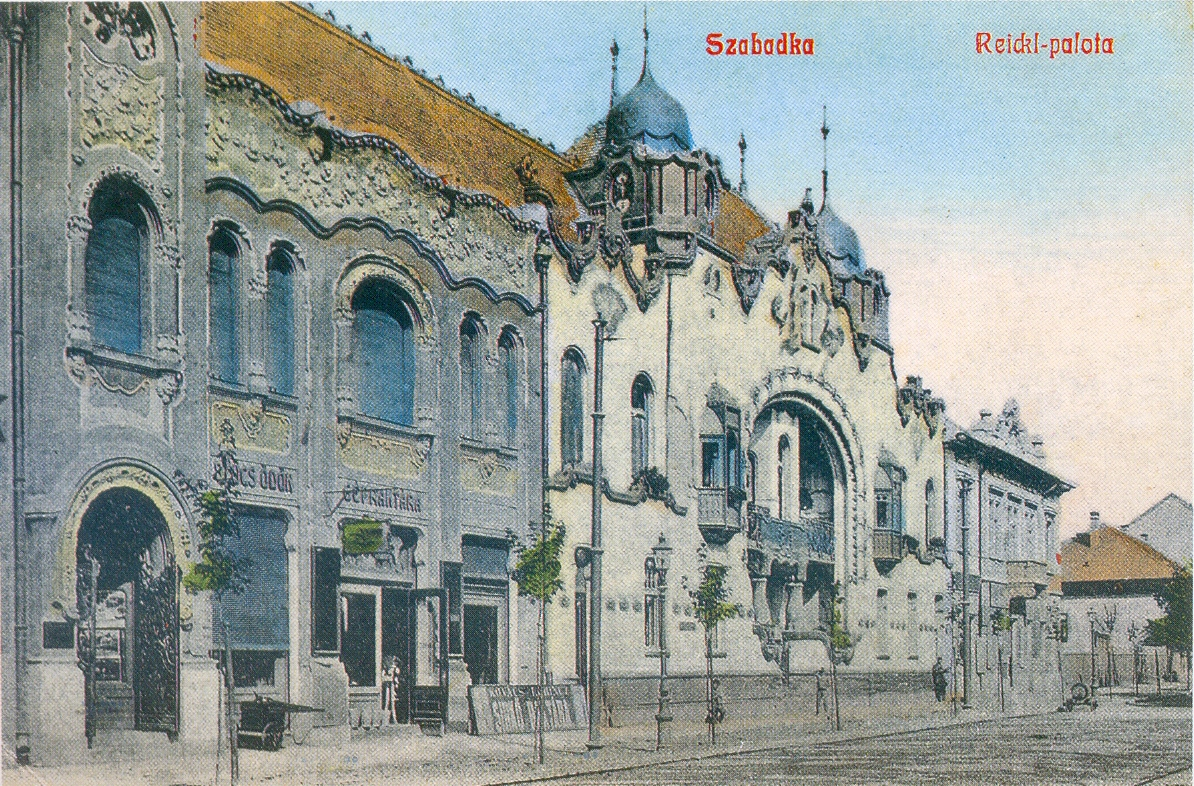
Szabadka (1900)
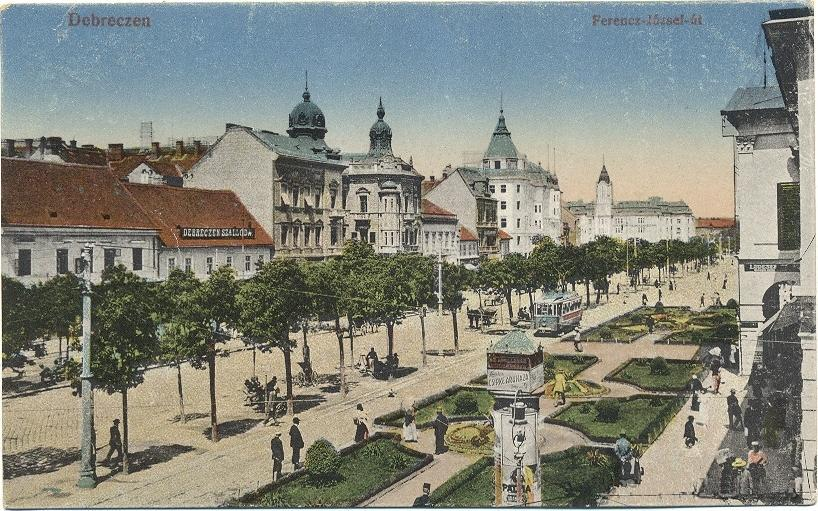
Debrecen (1910)
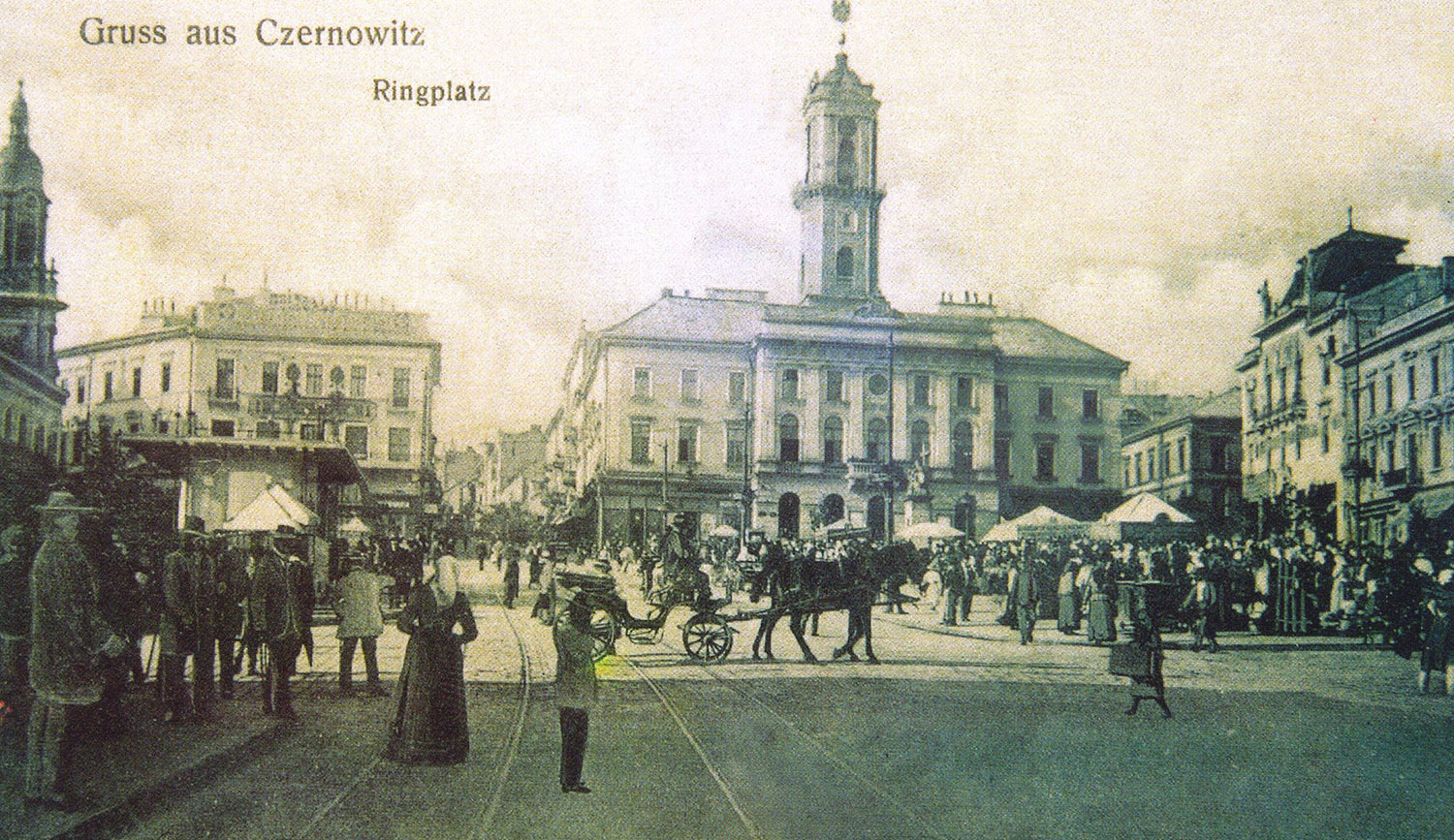
Czernowitz (principios de siglo XX o finales del XIX)
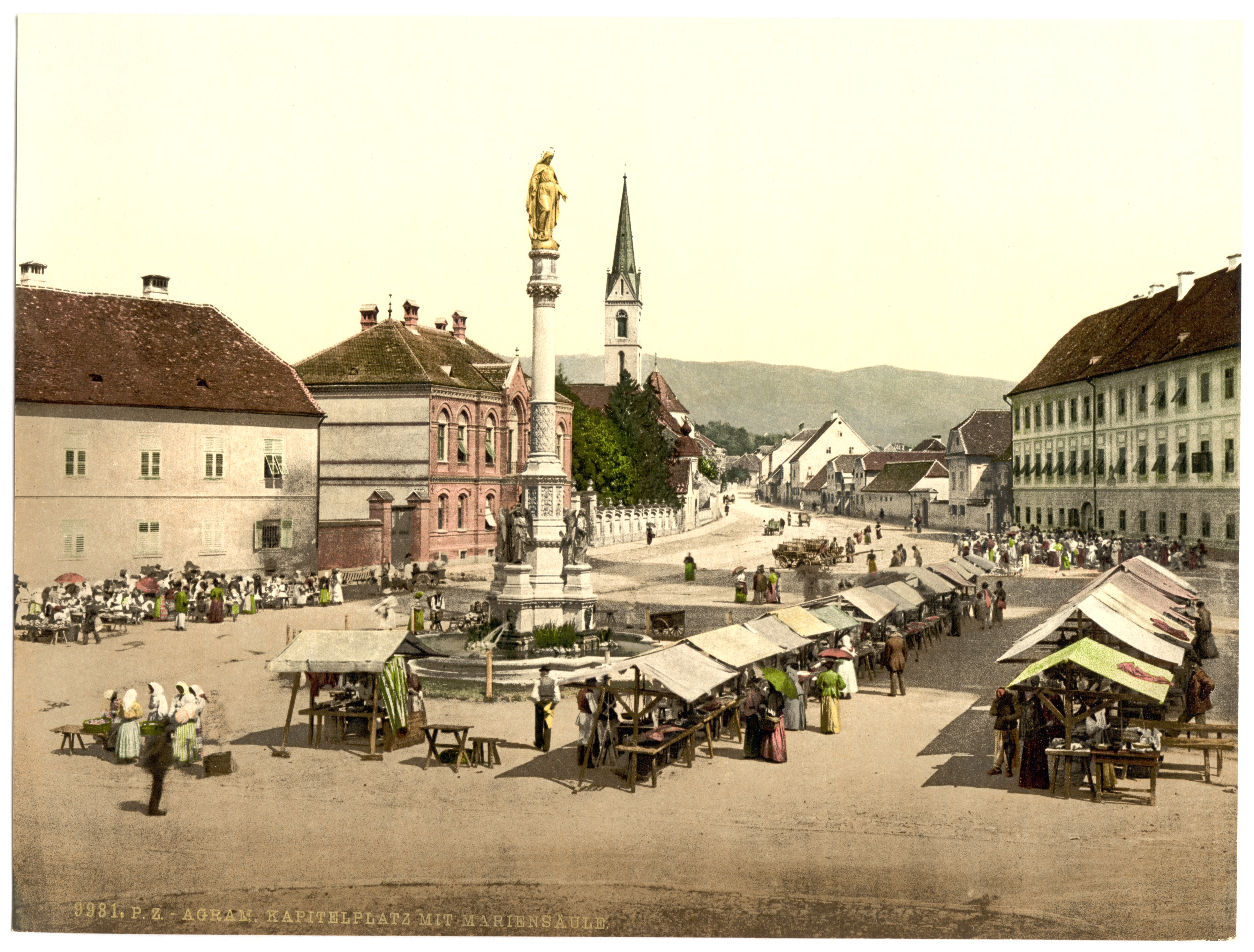
Zagreb (1900)
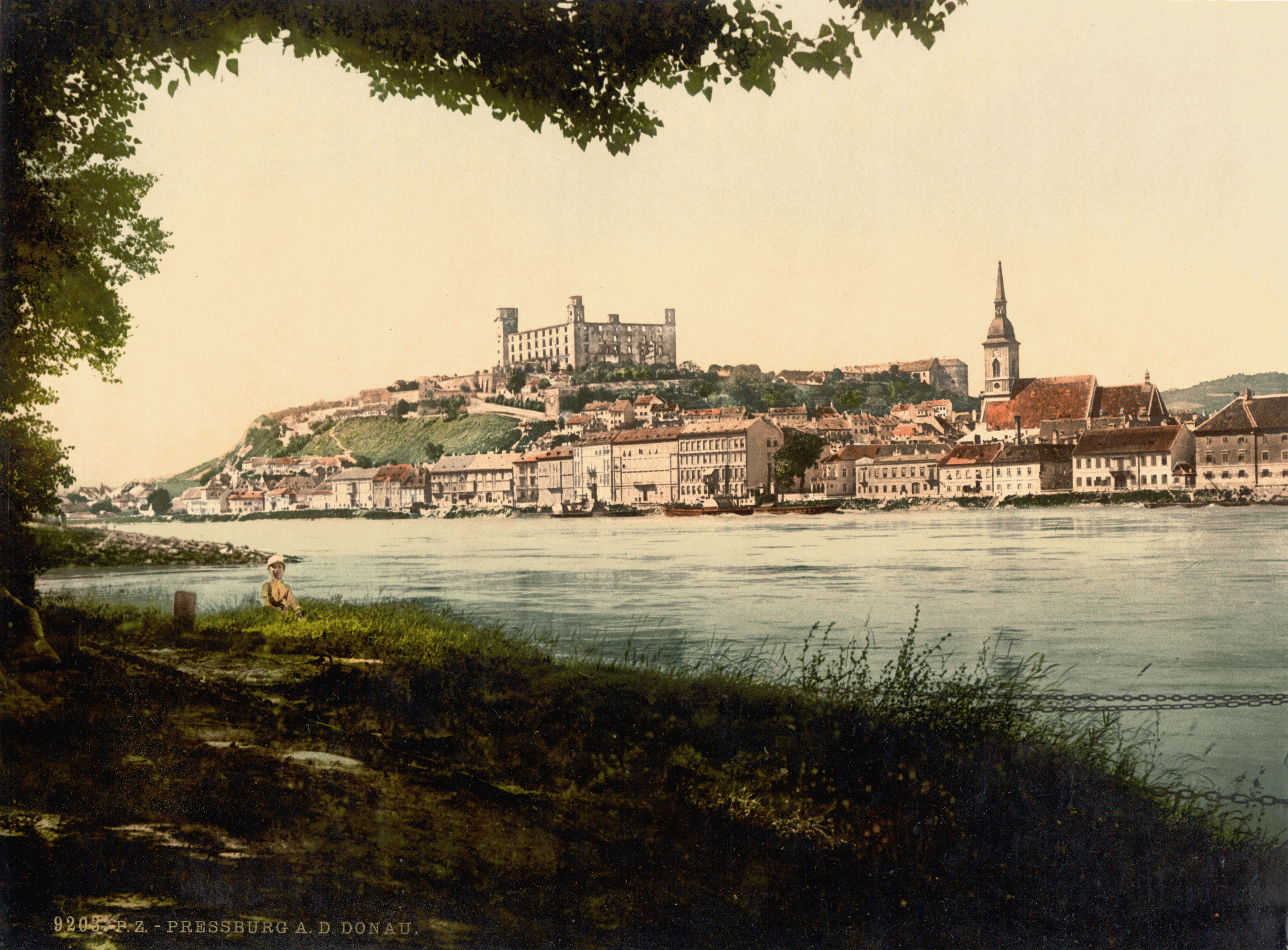
Bratislava (1900)
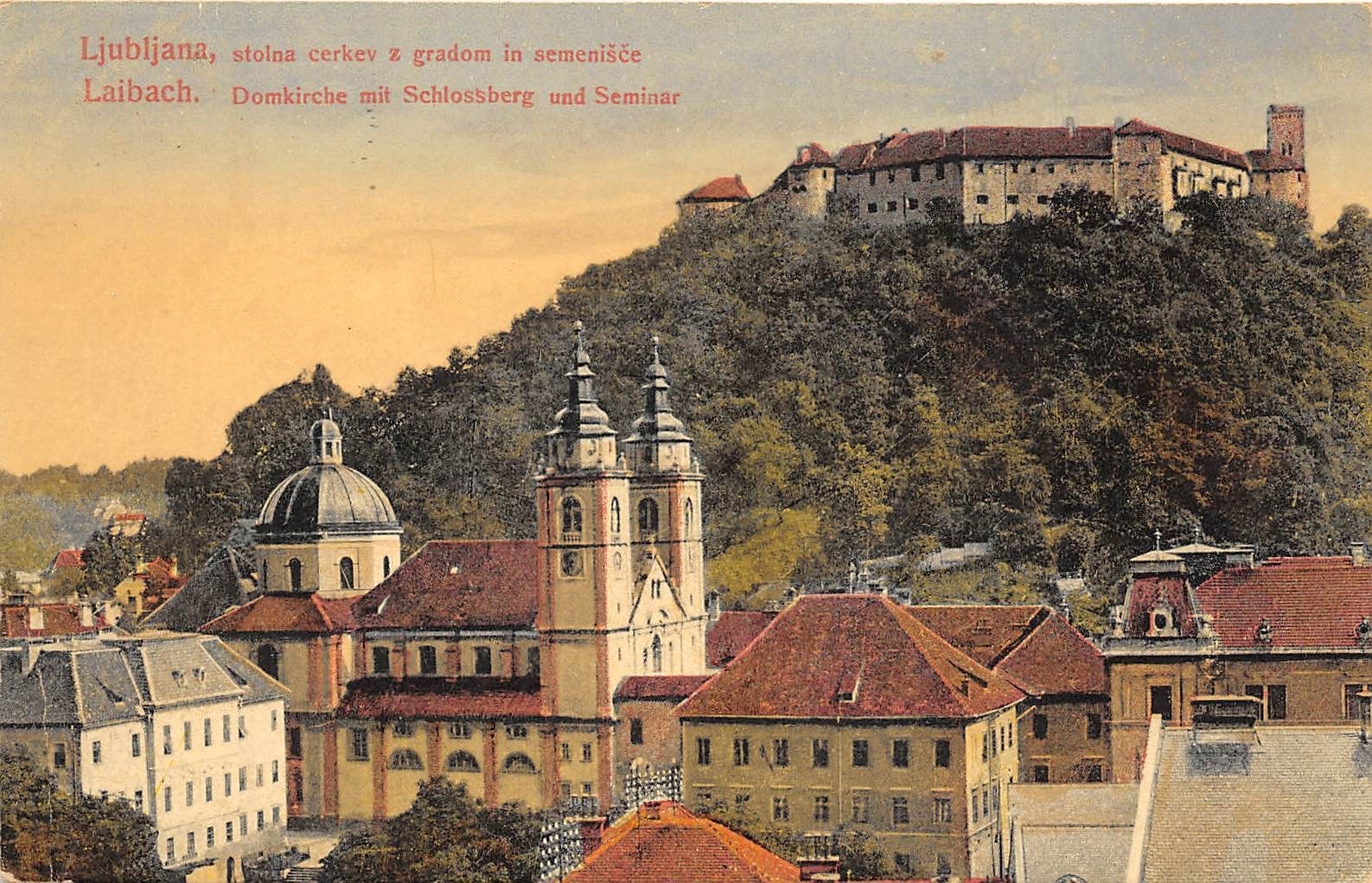
Liubliana (1900)
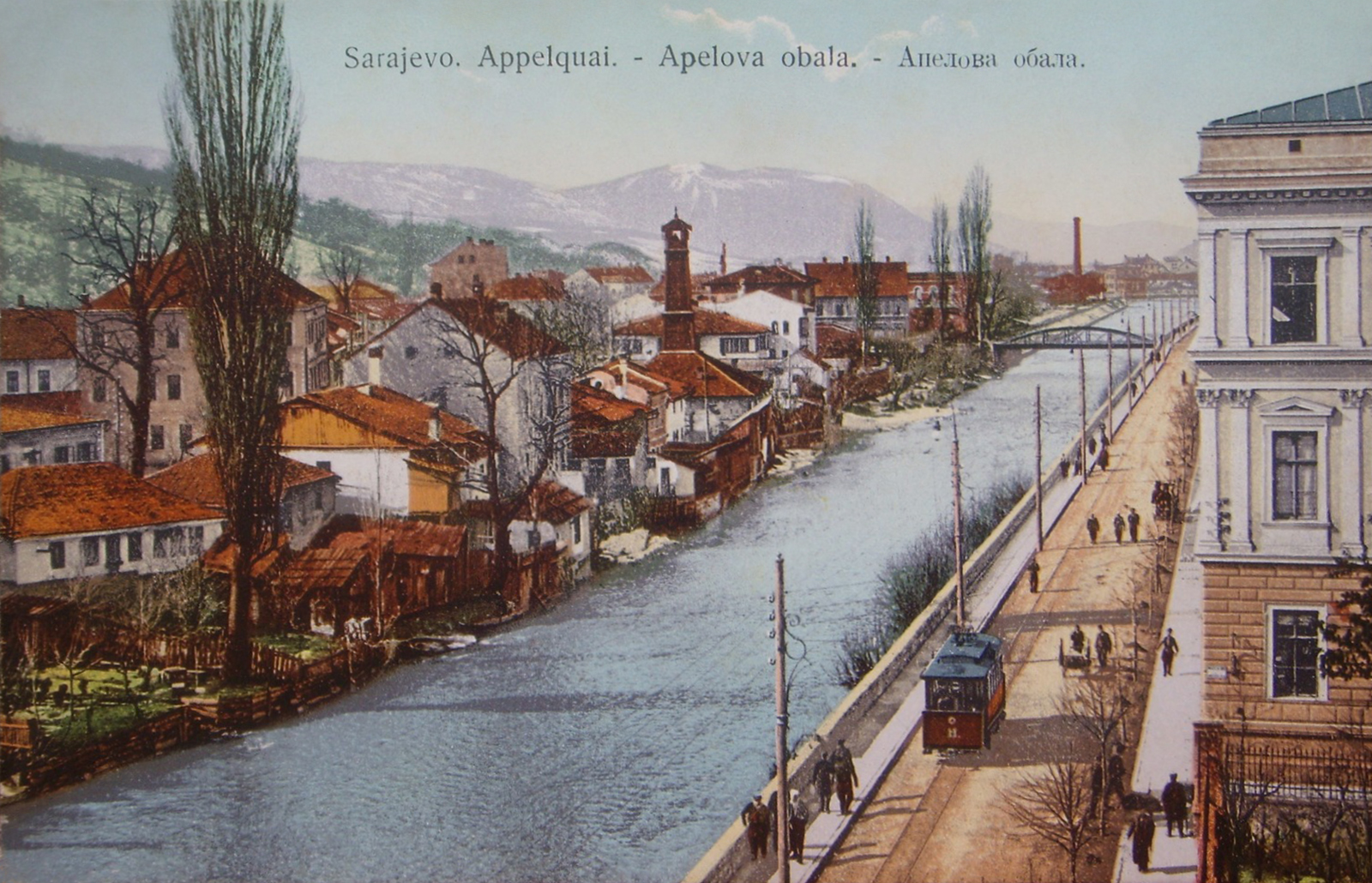
Sarajevo (1905)

## Fuerzas armadas

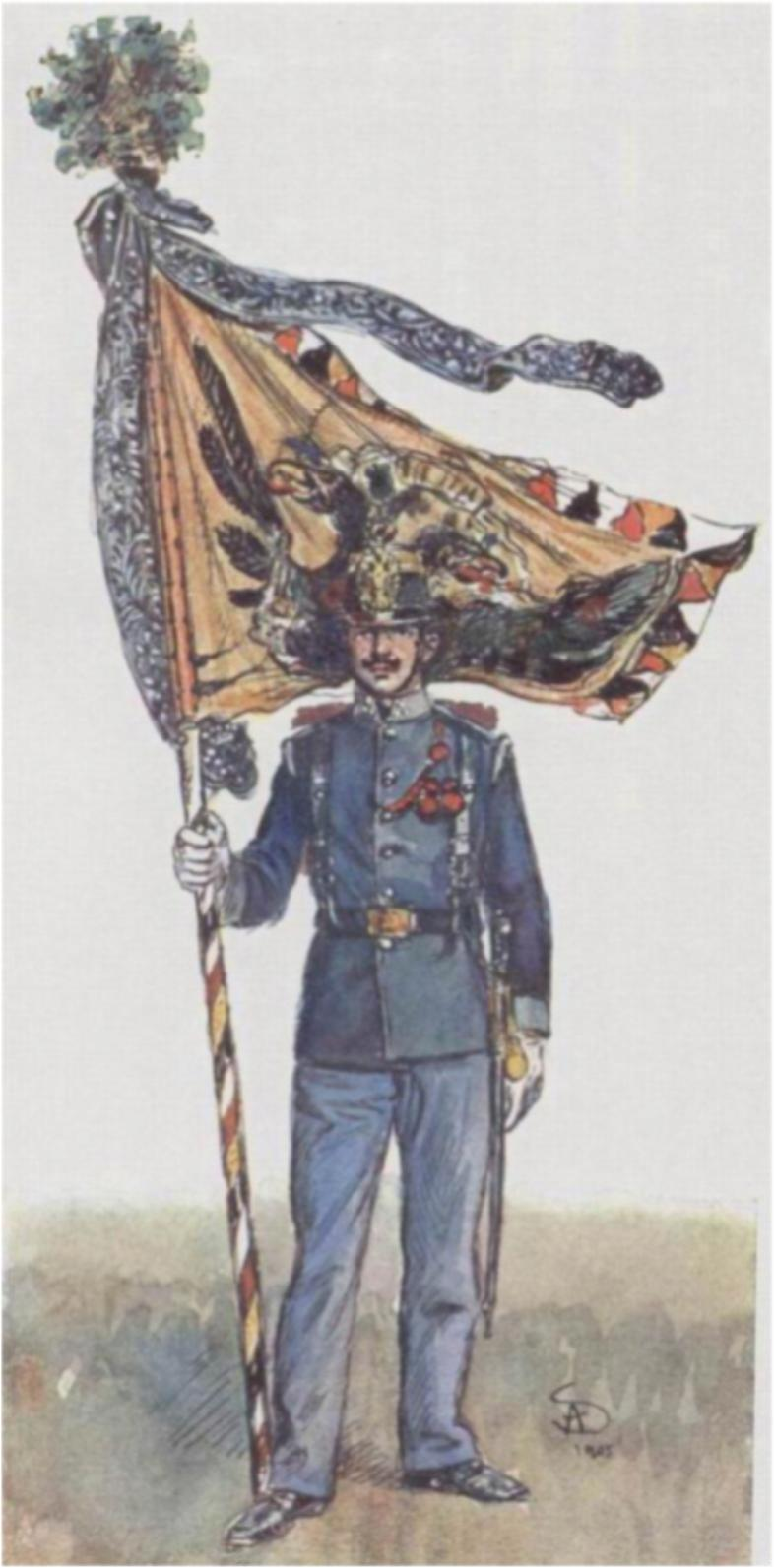
Abanderado de infantería con el Estandarte Imperial.

Las fuerzas armadas del imperio eran el ejército, la marina y las tropas Imperiales y reales de aviación.
- El Ejército Imperial y Real (Kaiserliche und königliche Armee) era el nombre de las fuerzas armadas terrestres del Imperio austrohúngaro. Estaba formado por tres ramas distintas: el ejército propiamente dicho, el Landwehr austríaco y el Honvédség húngaro.

- La Marina de Guerra Imperial y Real (Kaiserliche und Königliche Kriegsmarine) se creó durante la monarquía dual en 1867 y permaneció en servicio hasta el final de la Primera Guerra Mundial. Con anterioridad a 1867, existían las fuerzas navales del Imperio.

- Las Tropas Imperiales y Reales de Aviación (Kaiserliche und Königliche Luftfahrtruppen) fueron la fuerza aérea del Imperio austrohúngaro hasta su disolución en 1918.

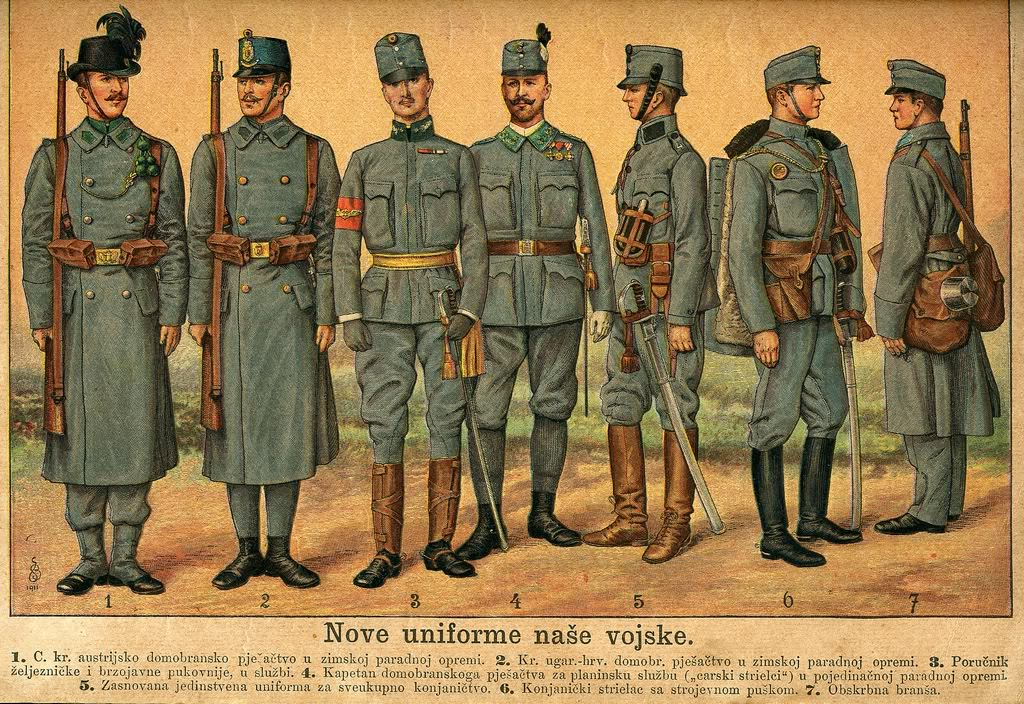
Uniformes del ejército en 1912.
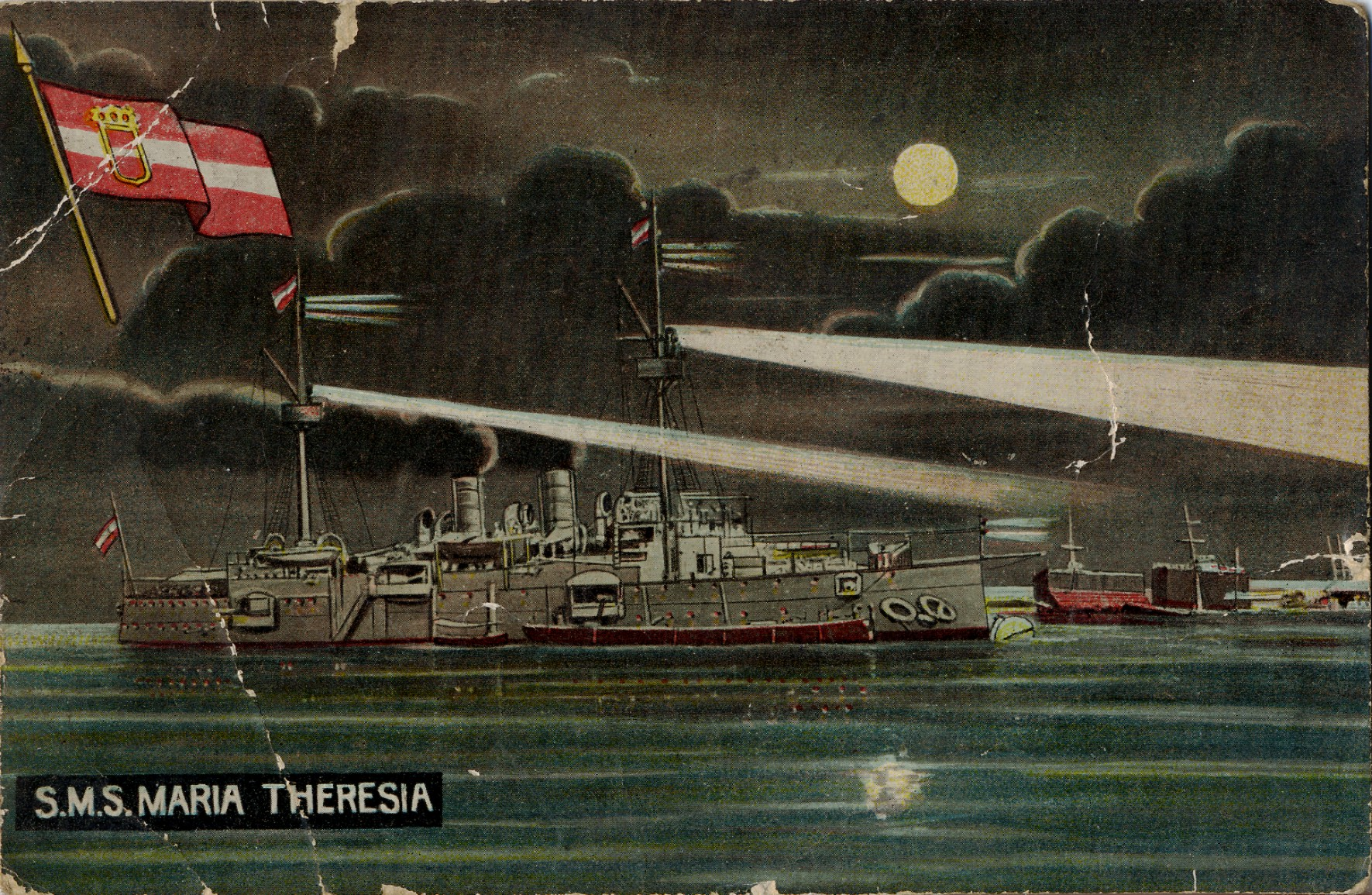
Postal del SMS Maria Theresia.
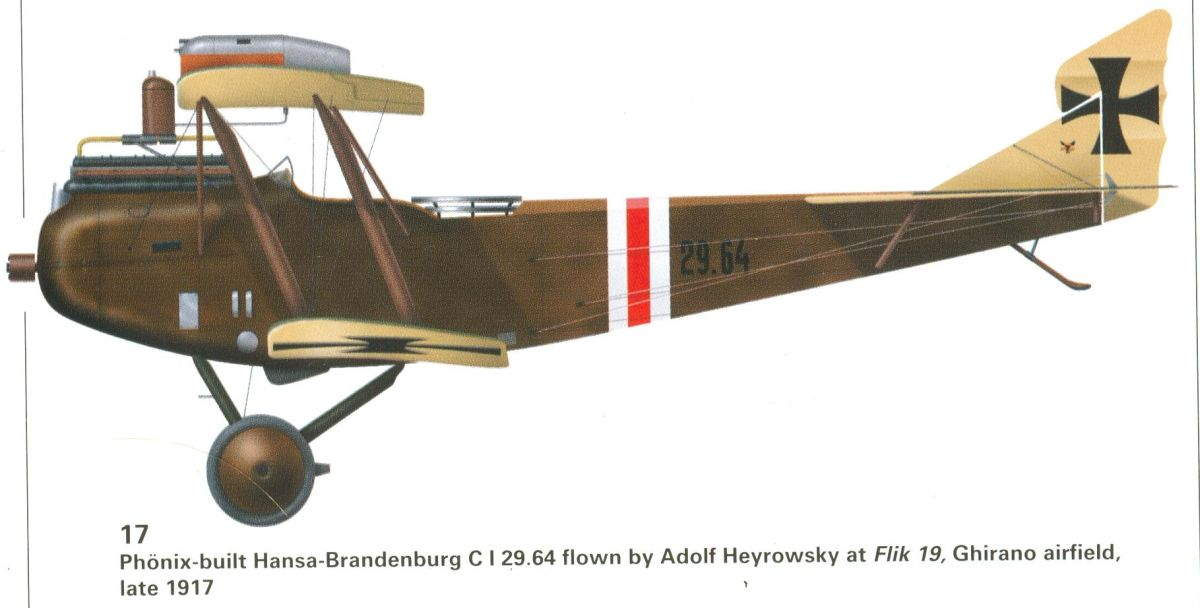
Biplano Hansa Brandenburg C.I.

## Las artes

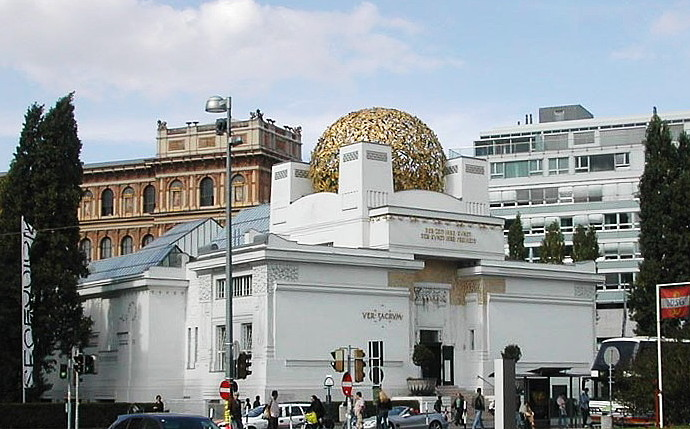
Pabellón de la Secesión de Viena, construido en 1897 por Joseph Maria Olbrich para las exposiciones del grupo de la Secesión.

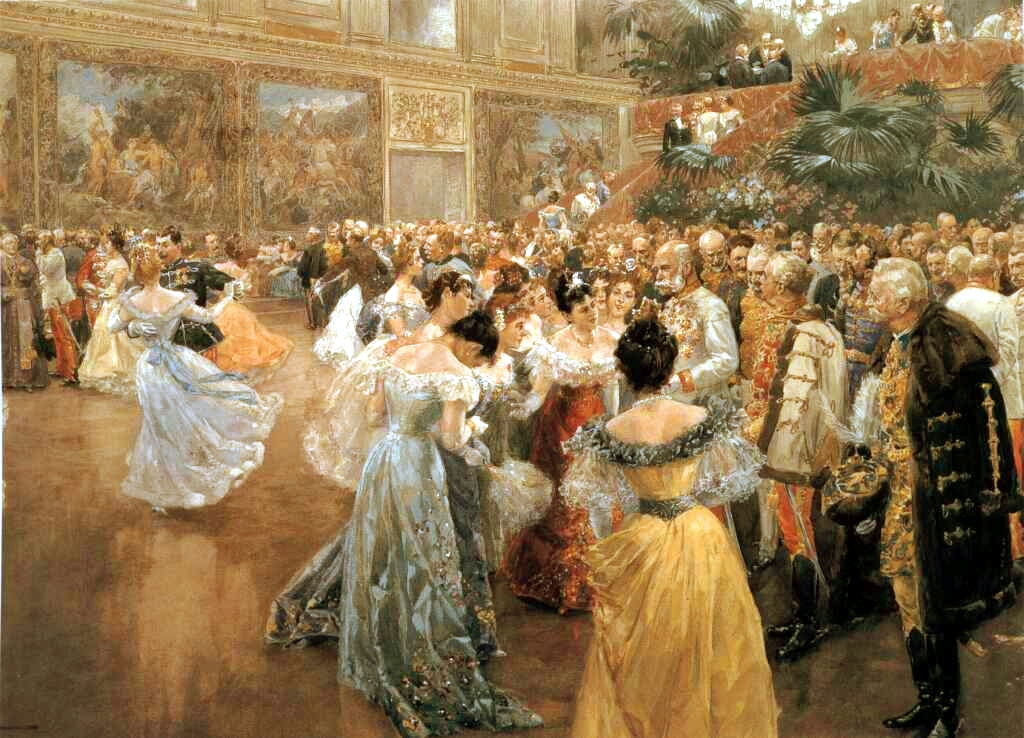
Vals vienés en el salón del Palacio Imperial de Hofburg.

El segundo cuarto del siglo XIX, desde el Congreso de Viena hasta la revolución de 1848, formó el denominado periodo Biedermeier en la historia del diseño y la arquitectura, en parte alimentado por la escena represiva doméstica que desvió la atención a la domesticidad y las artes.

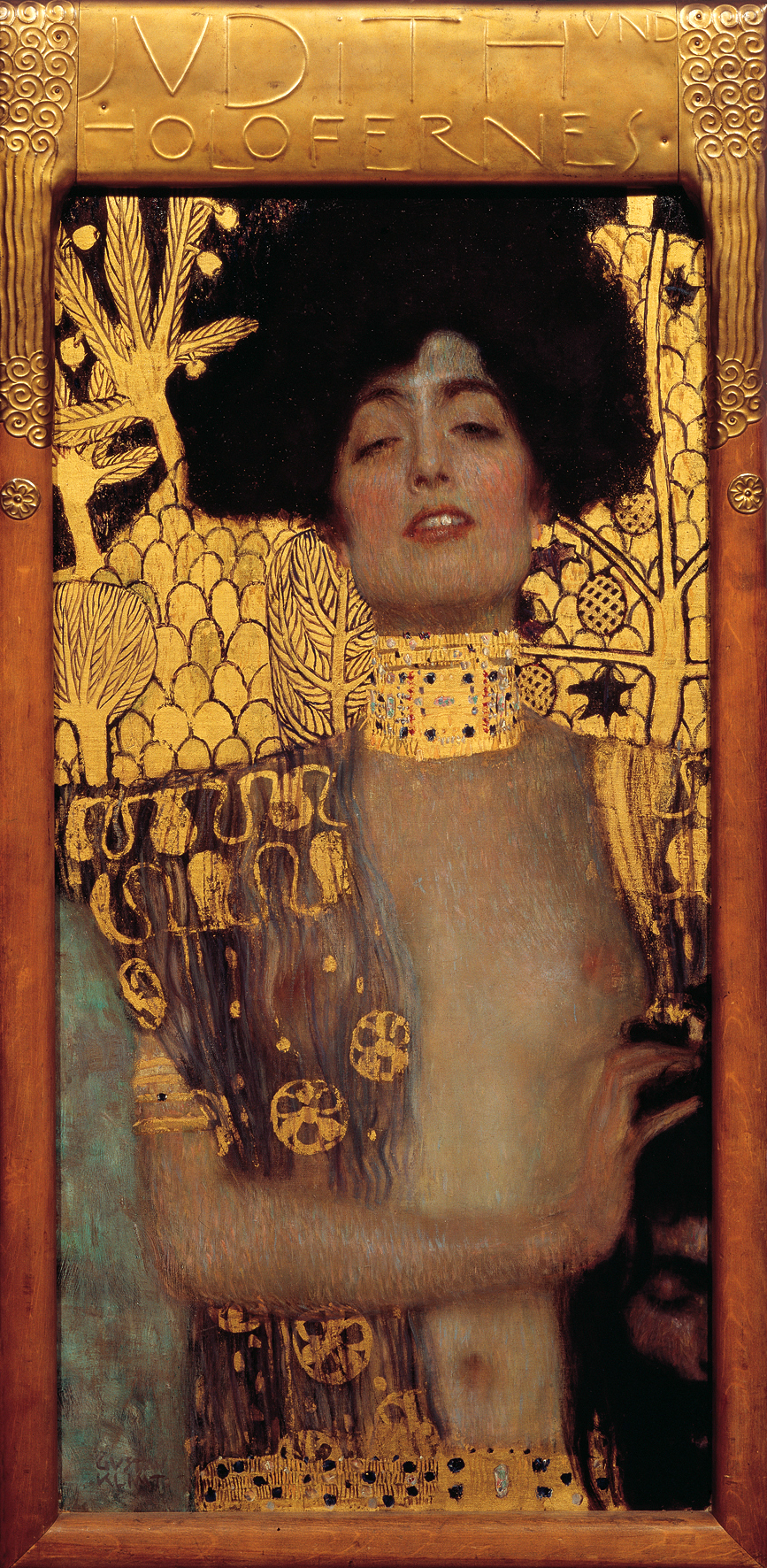
Judit I, óleo de Gustav Klimt.

A pesar de la decadencia política del Imperio de los Habsburgo a lo largo del siglo XIX, Viena mantuvo el prestigio cultural, artístico e intelectual desde la Restauración hasta el estallido de la Gran Guerra, prestigio e influencia culturales solo comparables a los de París a lo largo de este periodo. Con el reinado de Francisco José (1848-1916) llegó una nueva era de grandeza, tipificada por el estilo de la Belle Époque, con un amplio edificamiento y la construcción de la Ringstrasse de Viena, con sus edificios monumentales (oficialmente abrió el 1 de mayo de 1865, después de siete años). Los arquitectos de la época incluyen Heinrich Ferstel (Iglesia votiva, Museum für Angewandte Kunst Wien), Friedrich von Schmidt (Ayuntamiento), Theophil Hansen (Parlamento), Gottfried Semper (Museo de Historia de Arte, Burgtheater), Eduard van der Nüll (Ópera) y August Sicardsburg (Ópera).

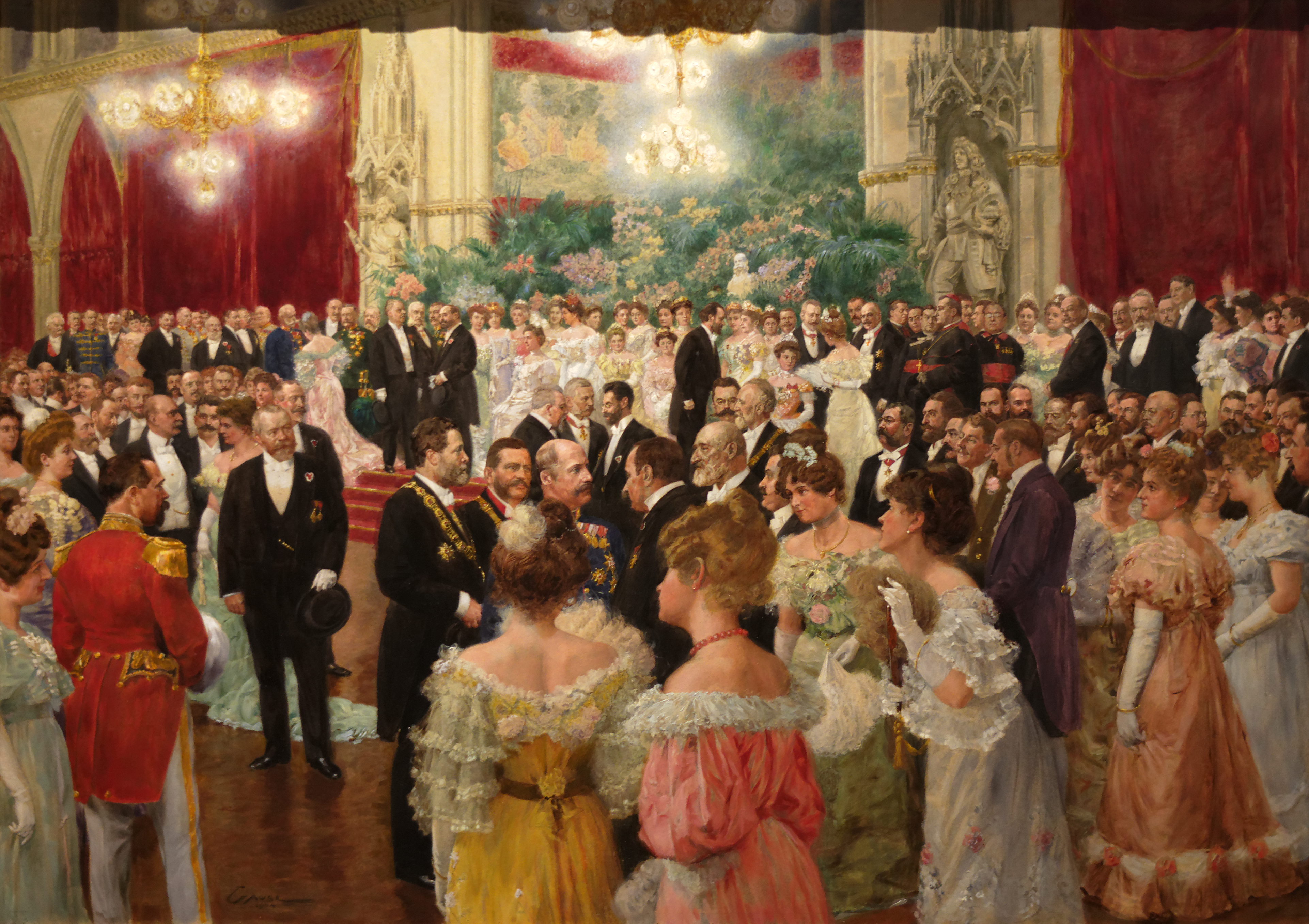
Nobleza austriaca en los salones del Ayuntamiento de Viena.

El año 1897 vio la renuncia de un grupo de artistas de la Asociación de Artistas de Austria (Gesellschaft bildender Künstler Österreichs), encabezada por Gustav Klimt, que se convirtió en el primer presidente de este grupo que se conoció como la secesión de Viena o Wiener Secession (Vereinigung bildender Künstler Österreichs). El movimiento era una protesta contra el historicismo y el conservadurismo de la organización anterior, siguiendo movimientos similares en Berlín y Múnich. En parte esto era una rebelión contra los excesos percibidos de la era anterior de Ringstrasse, y un anhelo para volver a la simplicidad relativa de Biedermaier. De este grupo Josef Hoffmann y Koloman Moser formaron en Viena una agrupación de Artes y Oficios (Wiener Werkstätte) en 1903 para promover el desarrollo de las artes aplicadas. La secesión se asoció con un edificio específico, el Pabellón de la Secesión (Wiener Secessionsgebaude), construido en 1897 y que albergaba a sus exposiciones, a partir de 1898. La Secesión, tal como fue originalmente concebida, se fragmentó en 1905 cuando Klimt y otros dejaron diferencias irreconciliables. El grupo, sin embargo, duró hasta 1939 y el estallido de la Segunda Guerra Mundial.

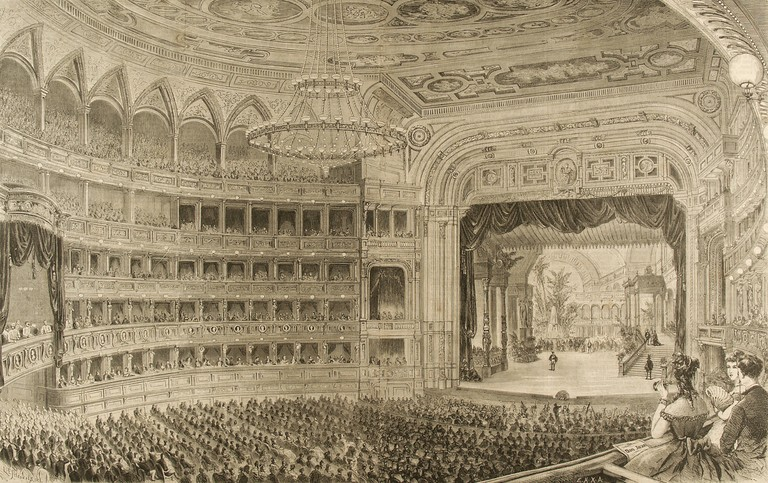
Estampa del interior de la opera de Viena.

Arquitectónicamente fue la época del Jugendstil (Art Nouveau) y el trabajo contrastado de hombres como Otto Wagner (Kirche am Steinhof) conocido por el embellecimiento y Adolf Loos, que representó la moderación. Art Nouveau y el estilo moderno llegaron relativamente tarde a Austria, alrededor de 1900, y era distinguible del movimiento anterior en otras capitales europeas.
Una de las figuras literarias prominentes fue Karl Kraus, el ensayista y humorista, conocido por su periódico La Antorcha (Die Fackel), fundada en 1899. Franz Kafka nacido en Bohemia, su obra está considerada una de las más influyentes de la literatura universal. Theodor Herzl fue un periodista y escritor austrohúngaro de origen judío, fundador del sionismo político moderno. Otros escritores destacados son: Joseph Roth, Robert Musil, Leo Perutz, Arthur Schnitzler, Stefan Zweig y Hugo von Hofmannsthal.
En la escena musical, Johan Strauss y su familia dominaron la escena vienesa durante todo el período, que también produjo a Franz Schubert, Ludwig van Beethoven, Anton Bruckner, Johannes Brahms, Arnold Schoenberg, Franz Lehár y Gustav Mahler entre otros.
Por los primeros años del siglo XX (Fin de siècle) las vanguardias estaban empezando a cuestionar los valores tradicionales, a menudo chocantes para la sociedad vienesa, como la obra de Arthur Schnitzler, las pinturas de Klimt y la música de Schoenberg, Anton Webern y Alban Berg y la segunda escuela vienesa (Zweite Wiener Schule).

## Banderas y escudos

Bandera de la Casa de Habsburgo (hasta 1918), oficial en Cisleitania, la parte austríaca del imperio
Bandera del Reino de Hungría (1915-1918) oficial en Transleitania, la parte húngara del imperio
Pabellón civil (1786-1869; en alemán: Handelsflagge)
Pabellón civil (1869-1918; en alemán: Kriegsflagge), usado también con algunos fines puntuales para conferir la unión imperial
Pabellón naval (1894-1915, de facto hasta 1918; en alemán: Kriegsflagge)
Bandera del Reino de Croacia-Eslavonia
Estandarte del Emperador (versión usada durante la mayor parte del siglo XIX)

Escudo de armas del Imperio austrohúngaro (1915-1918)
Escudo de armas de Austria-Hungría, Foco austríaco (Versión de 1867)
Escudo de armas de Austria
Escudo de armas de las Tierras de la Corona de San Esteban (1915-1918)
Escudo del Reino de Croacia-Eslavonia